# Brandweer Amsterdam-Amstelland

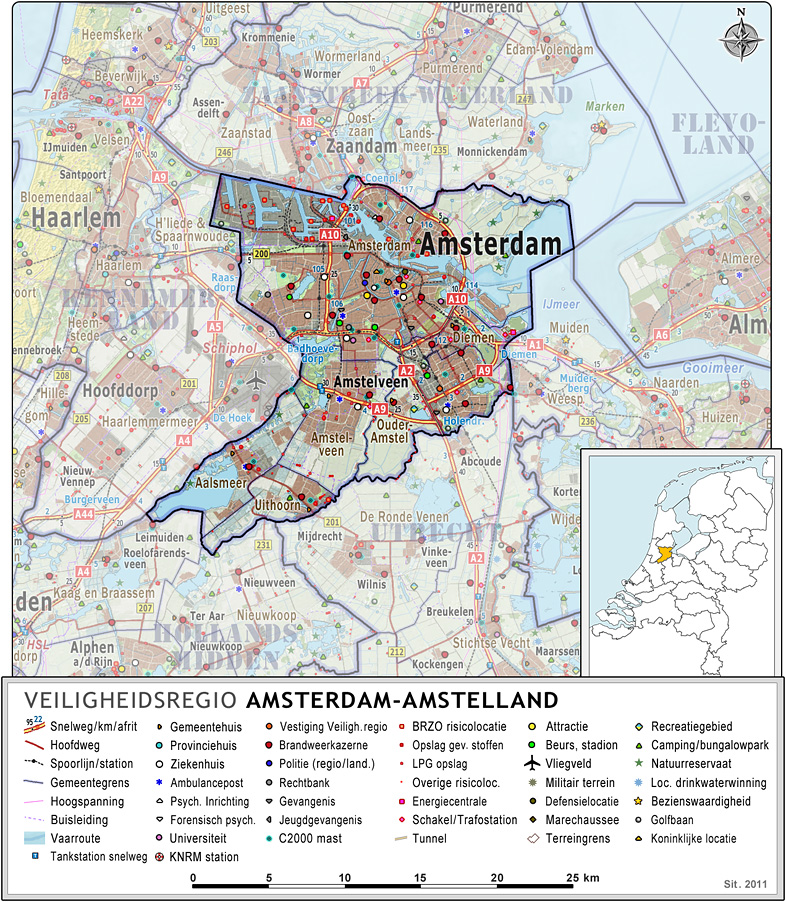
Veiligheidsregio Amsterdam-Amstelland

De Brandweer Amsterdam-Amstelland is de brandweer-organisatie (Regionale brandweer) in de Veiligheidsregio Amsterdam-Amstelland.
De Amsterdamse brandweer is het oudste beroepsbrandweerkorps in Nederland en werd opgericht in 1874. Vanaf 15 augustus 1874 was het operationeel met 144 man die ondergracht waren in 9 kazernes. Anno 2024 zijn er 430 brandweermedewerkers in 12 kazernes. Er zijn (sinds 2022) twee kazernes met uitsluitend vrijwilligers in Driemond en Weesp. In 2024 wordt het 150-jarige bestaan gevierd.
Het huidige brandweerkorps is in januari 2008 gevormd door samenvoeging van de zes gemeentelijke korpsen van Amsterdam, Amstelveen, Aalsmeer, Diemen, Ouder-Amstel (Ouderkerk en Duivendrecht) en Uithoorn. Deze gemeenten vormen samen de Veiligheidsregio Amsterdam-Amstelland. In 2022 is Weesp erbij gekomen.
In Amsterdam staat een aantal kazernes, aangeduid met de namen Anton, Dirk, Hendrik, Maxima, Nico, Osdorp, Pieter, Teunis, Victor, Willem, Ysbrand en Zebra. Het hoofdkantoor is gevestigd in kazerne Willem aan de Ringdijk in Amsterdam-Oost.
De plaatsen Aalsmeer, Amstelveen, Diemen, Duivendrecht, Uithoorn en Weesp hebben elk een brandweerkazerne. De kazerne in Ouderkerk aan de Amstel is in 2018 gesloten.
Sinds maart 2008 heeft het korps een trainingscentrum tussen Badhoevedorp en Schiphol, het BOCAS (Brandweer Opleidingscentrum Amsterdam-Amstelland Schiphol). Overigens liggen Schiphol en Badhoevedorp niet in de brandweerregio Amsterdam-Amstelland, als deel van Haarlemmermeer liggen ze in de Veiligheidsregio Kennemerland.
De commandant van het korps is sinds 1 oktober 2019 Tijs van Lieshout.

## Jan van der Heijden
In het jaar 2012 besteedde de brandweer aandacht aan Jan van der Heijden (1637-1712). Hij heeft zich in Amsterdam onder meer voor de brandweer ingezet, door het verbeteren van de brandspuit door er een zuigpomp voor te ontwerpen om bluswater uit de grachten te halen en lederen brandslangen.
Het korps heeft in Amsterdam een blusboot die naar hem is genoemd, de Jan van der Heijden IV.
Amsterdam had als eerste stad in Nederland vanaf 1874 een beroepsbrandweer. Er waren toen 144 mannen in dienst. Al in januari 1875 onderging het materieel een belangrijke uitbreiding toen de drijvende stoomspuit 'Jan van der Heijde' in dienst werd gesteld, die een capaciteit had van 4.000 liter per minuut. De kazerne 'Dirk' aan de Honthorststraat 25-27, hoek Hobbemakade, in Amsterdam-Zuid is de oudste nog operationele brandweerkazerne van Nederland. Het gebouw werd in november 1897 in dienst gesteld als hoofdwacht van de Eerste Sectie.

## Kazernes

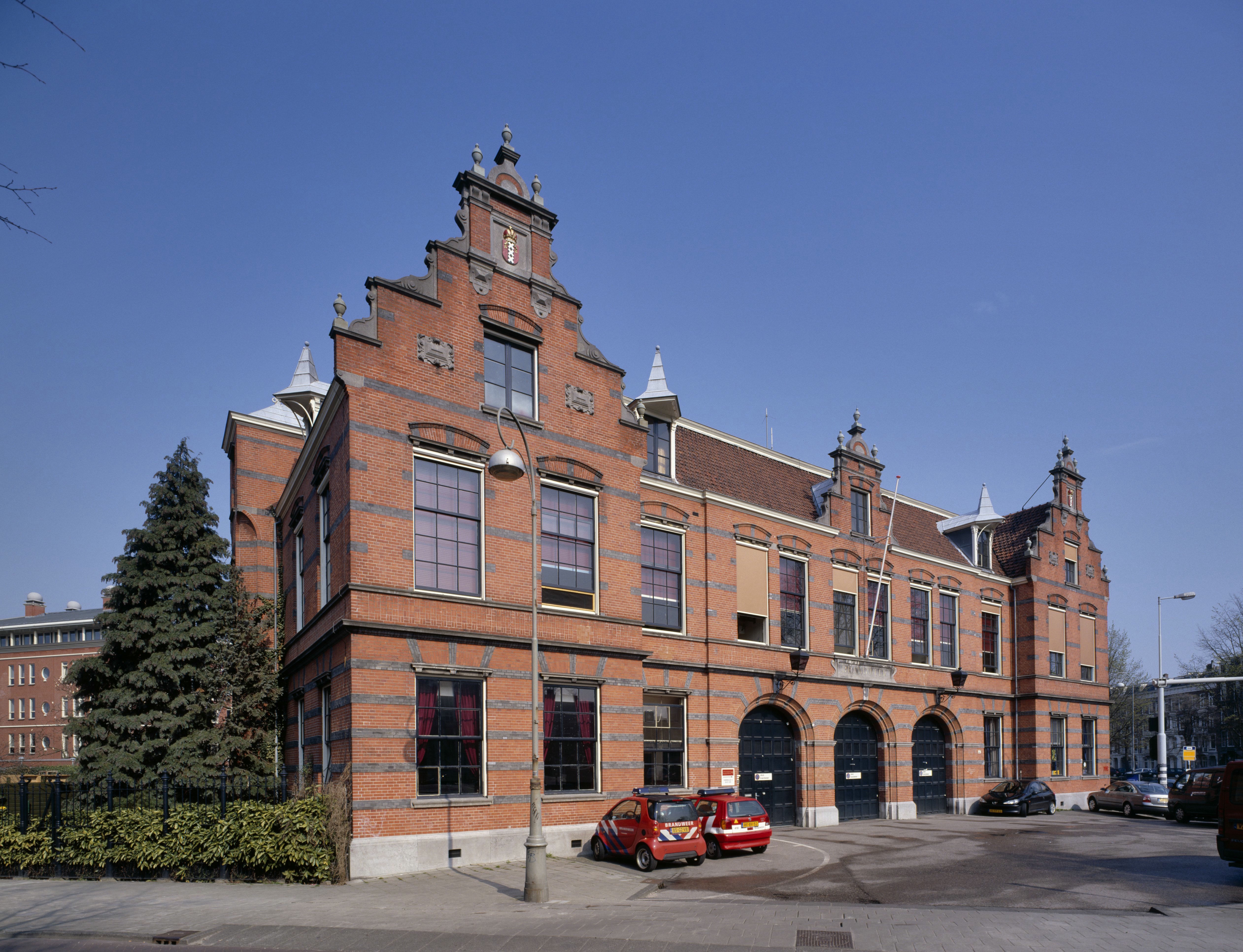
Brandweerkazerne 'Dirk' aan de Honthorststraat 25-27, hoek Hobbemakade, in Amsterdam-Zuid is de oudste nog operationele brandweerkazerne van Nederland.

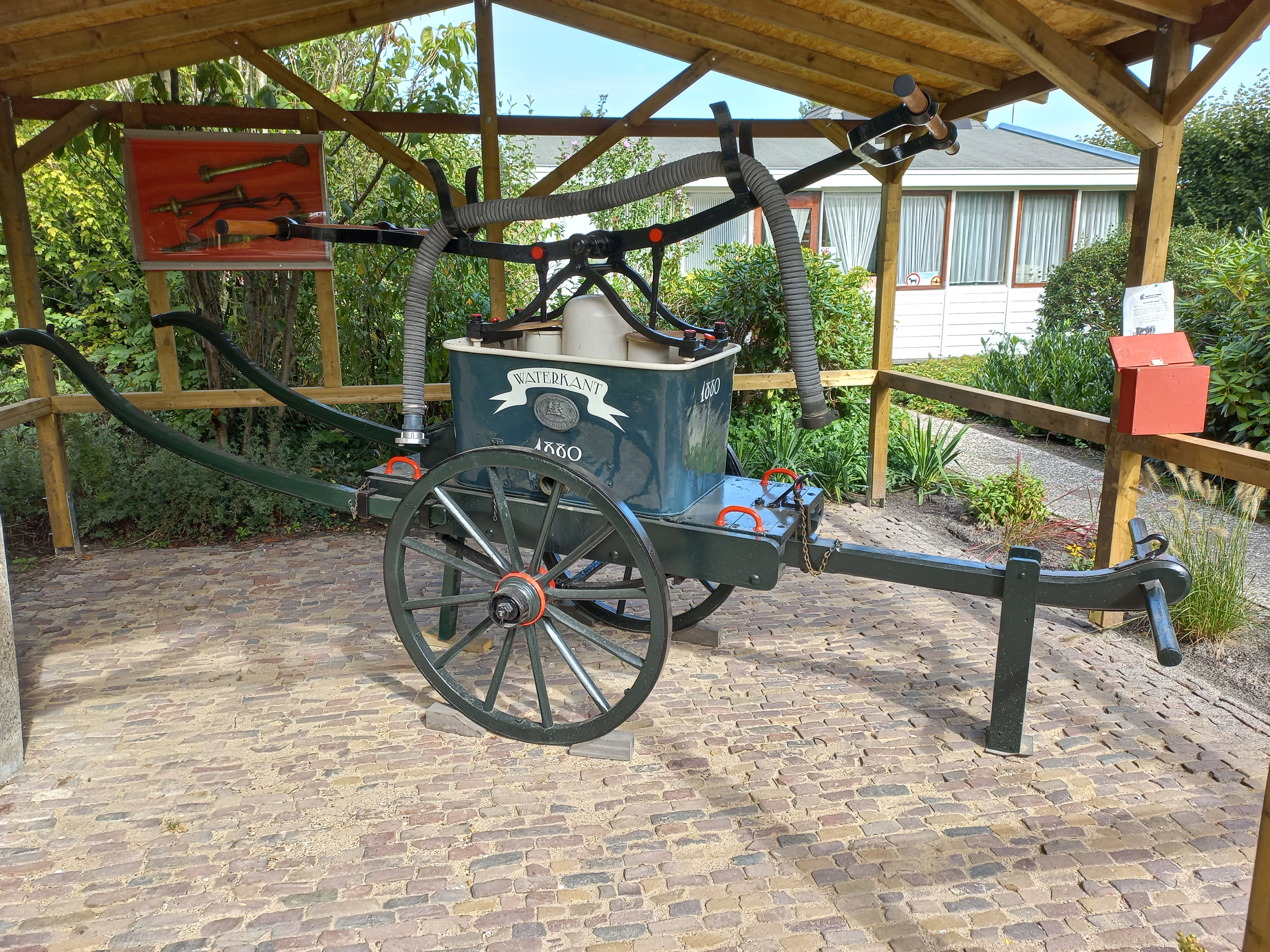
Voormalige brandspuit van Sloten; fabriek Landré en Glinderman (september 2022)

De brandweer beschikt in Amsterdam en Amstelland over de volgende gebouwen en kazernes, waarvan de meeste van oudsher met een naam worden aangeduid.
Hoofdkantoor Brandweer Amsterdam-Amstelland - Het hoofdkantoor is sinds 2019 gevestigd in kazerne Willem aan de Ringdijk in Amsterdam-Oost. Tot 2019 was een kantoor aan de Karspeldreef in Amsterdam-Zuidoost het hoofdkantoor. Daarvoor was het tussen 1987 en 2009 gevestigd aan de Weesperzijde 99. Dit gebouw is inmiddels verbouwd tot appartementen. Van 1873 tot 1975 zat het Centraal Bureau in 'Kazerne Willem' aan de Nieuwe Achtergracht.

### Kazernes Amsterdam
Kazerne Dirk - Hobbemakade, hoek Honthorststraat. Dit is de oudste nog operationele brandweerkazerne van Nederland. Het gebouw dateert van 1897. De codeletter 'D' is overgenomen van de kazerne aan de Van Baerlestraat, die in 1896 werd overgenomen van de gemeente Nieuwer-Amstel. Daar was in 1892 een post geopend tegenover het Concertgebouw. De 'D' stond voor 'Duivelseiland', een buurt bij de Boerenwetering.
Kazerne Hendrik - Rozengracht, hoek Marnixstraat. Het huidige gebouw dateert van 1985. Daarvoor was de Kazerne 'H' vanaf 1874, met de oprichting van de beroepsbrandweer, gevestigd in het Huiszittenhuis aan de Prinsengracht 237, nabij de Leliegracht. 'H' was lange tijd de Hoofdwacht, vooral van belang voor het westen van de stad. Al in 1929 waren er plannen voor nieuwbouw, die pas in 1985 gereed was.
Kazerne Nico - Deze kazerne staat bij de zuidelijke ingang van de IJtunnel (hoek Anne Frankstraat) en werd enkele jaren na de tunnel geopend in 1973. De aanduiding 'N' komt oorspronkelijk van Nieuwmarkt, waar de brandweer vanaf 1874 gevestigd was in het oude Waaggebouw. In 1890 verhuisde de brandweer naar een nieuw gebouw aan de De Ruijterkade, van hieruit kon ook via de pont worden uitgerukt naar Amsterdam-Noord. De stoomblusboot Jason lag van 1904 tot 1963 hier aangemeerd. Deze oude kazerne heet tegenwoordig 'Oud Nico' en is als Rijksmonument in 2011 door Stadsherstel verbouwd tot bedrijfsverzamelgebouw.
Kazerne Osdorp - Ookmeerweg, hoek Troelstralaan. Deze kazerne uit 2005 is vernoemd naar Fanny Blankers-Koen. Met de opening van deze kazerne sloot de oude Kazerne Bernard aan het Haarlemmerplein en verhuisde Kazerne Teunis. De kazerne in Osdorp heeft een verre voorganger in Oud Osdorp. Aan de Osdorperweg 585 stond een brandspuithuisje. De brandspuit van Oud Osdorp staat tegenwoordig in de nieuwe kazerne.
Kazerne Pieter - Poeldijkstraat 20 (Delflandpleinbuurt, Nieuw-West). Het huidige gebouw dateert uit 1972. Deze kazerne is de opvolger van Kazerne 'G' uit 1896, op het terrein van het (Wilhelmina) Gasthuis aan de Nicolaas Beetsstraat in Oud-West. De kazerne heeft een voorganger in het Dorp Sloten. In 1972 konden de posten Sloten en Oud Osdorp door opening van de Kazerne Pieter verdwijnen. Het brandspuithuisje uit 1942 staat nog achter Sloterweg 1277. De oude brandspuit van Sloten stond van 1991 tot 2021 bij de Molen van Sloten, sinds 2021 op het Tuinpark V.A.T. bij Sloten.
Kazerne Teunis - Vredenhofweg, bij de Haarlemmerweg. De huidige kazerne dateert uit 2011 en is de opvolger van de kazerne aan het Jan van Schaffelaarplantsoen in Bos en Lommer uit 1965. Deze kazerne werd in 2005 gesloopt voor woningbouwplannen. Na een tijdelijke huisvesting aan de Den Brielstraat verhuisde de kazerne naar de huidige locatie. De letter 'T' is afkomstig van de eerste vestiging aan de Jan Tooropstraat in Overtoomse Veld die in gebruik was van 1959 tot 1965.
Kazerne Victor - Deze kazerne is gesticht in 1884 en was toen gevestigd in een huisje aan de Pieter Vlamingstraat, in de Dapperbuurt. In 1912 werd de huidige kazerne aan de Dapperstraat in gebruik genomen. Tussen 1926 en 1939 was er een filiaal aan de overkant van de spoorbaan, aan de Tugelaweg in de Transvaalbuurt. De kazerne doet nog steeds dienst en is in 2003 gerenoveerd.
Kazerne Willem - Het huidige gebouw uit 1984 staat aan een stukje van de Ringdijk, bij de Weesperzijde. Daarvoor was de kazerne sinds 1909 gevestigd aan de Nieuwe Achtergracht. De letter 'W' is ontleend aan de eerste kazerne aan het Weesperplein, op de hoek van de Valckenierstraat, die in 1873 werd gebouwd voor de nieuwe beroepsbrandweer. Dit was de eerste echte brandweerkazerne van Nederland, waar men werkte en woonde. Door de uitbreiding en motorisering van de brandweer moest er een nieuwe hoofdkazerne komen die in 1909 verrees aan de Nieuwe Achtergracht, achter Theater Carré. Tot 1984 was dit het 'hart van de Brandweer', hier was de hoofdkazerne met centraal bureau van de Brandweer gevestigd en had de blusboot 'Jan van der Heijde' zijn ligplaats. Tegenwoordig zit er een atelier.

### Kazernes Amsterdam-Noord
Kazerne IJsbrand - Ten noorden van het IJ, dus in Amsterdam-Noord. De eerste brandweer post 'IJ' werd in 1916 in gebruik genomen bij het nooddorp aan de Grasweg. In 1925 werd de functie overgenomen door de post aan de Zamenhofstraat, bij Vogeldorp. Van 1944 tot 2001 werd een oud schoolgebouw aan de Berberisstraat gebruikt als Kazerne IJsbrand. De huidige kazerne aan de Displaystraat is in 2001 gebouwd en verving twee oude kazernes: aan de Berberisstraat en in Molenwijk.
Kazerne Zebra - Aan de IJdoornlaan 60 in Amsterdam-Noord, dateert uit 1973 toen door de groei van dit stadsdeel een grotere kazerne nodig was. De 'Z' komt van de voorgaande kazerne aan de Zamenhofstraat bij Vogeldorp. De post Zunderdorp werd toen opgeheven. Tussen 1977 en 2001 was in Molenwijk Kazerne Marinus gevestigd, gebouwd volgens dezelfde bouwtekeningen.
Kazerne Landelijk Noord - Deze kazerne staat in Ransdorp in Landelijk Noord. Het huidige gebouw dateert uit 1982, met een nieuwe vleugel uit 2002. Met de annexatie van de gemeenten Buiksloot, Nieuwendam en Ransdorp in 1921 kwamen de brandspuiten in Durgerdam, Holysloot, Nieuwendam (2 stuks), Ransdorp, Schellingwoude en Zunderdorp bij Amsterdam. Door de annexaties van deze en andere gemeenten kreeg Amsterdam plotseling weer de beschikking over een vrijwillige brandweer van 486 man, verdeeld over 20 posten. De brandspuiten in Nieuwendam en Schellingwoude werden opgeheven, de overige in 1923 en 1966 vervangen door motorbrandspuiten. Zunderdorp werd in 1973 opgeheven. De drie overgebleven korpsen werden in 1982 samengevoegd tot het korps Landelijk Noord in Ransdorp. De kazerne werd gesloten in 2018 na herindeling van de kazernes. De bluswagen is naar de kazerne Uithoorn gegaan.

### Kazernes Zuidoost
Kazerne Anton - Deze kazerne was sinds 1985 gevestigd aan de Flierbosdreef in de Bijlmermeer. In 1969 werd gestart met een noodgebouw in de toen nieuwe wijk. De letter 'A' was ontleend aan het 'Aanloopcentrum', waar de kazerne was gevestigd. In 2012 werd verhuisd naar een tijdelijk gebouw bij het Bijlmerpark, in afwachting op de nieuwbouw die in 2016 aan de Langbroekdreef is verrezen.
Kazerne Rudolf - Deze stond van 1988 tot 2012 aan het Remmerdenplein in Reigersbos. Daarna werd de kazerne gesloten en samengevoegd met Kazerne Anton. De naam 'Rudolf' is ontleend aan de eerste kazerne in het eerste gebouwtje uit 1874 aan de Rozenstraat, ten tijde van de oprichting van de beroepsbrandweer. Na twintig jaar werd dit vervangen door de kazerne aan de Rozengracht, bij de Singelgracht. Toen in 1983 de nieuwe Kazerne Hendrik even verderop werd geopend verhuisde Kazerne Rudolf in 1988 naar Zuidoost.

### Kazernes Driemond en Weesp
Kazerne Maxima - Deze kazerne staat in het dorp Driemond en werd gebouwd in 2001 en vernoemd naar Prinses Maxima. De vrijwillige brandweer, tot 1 augustus 1966 gemeente Weesperkarspel, startte in 1935 en had tot 2001 een gebouwtje aan de Lentestraat.
Kazerne Weesp - De huidige kazerne aan de Aetsveldselaan in Weesp dateert uit 2010. Daarvoor was er van 1960 tot 2010 een kazerne aan de Achtergracht. De kazerne behoorde tot 2022 tot de Veiligheidsregio Gooi en Vechtstreek en sinds dat jaar tot Amsterdam-Amstelland.

### Kazernes Diemen en Ouder Amstel
Kazerne Diemen - De brandweer in Diemen werd opgericht in 1928 en vond toen onderdak bij een particulier. In 1969 werd een nieuw kazernegebouw geopend.
Kazerne Duivendrecht - Het gebouw in Duivendrecht dateert van 1978 en staat aan de Rijksstraatweg bij het Dorpsplein. Het korps in Duivendrecht werd gevormd in 1936 en was tot 1978 gevestigd aan de Molenkade.
Kazerne Ouderkerk aan de Amstel - Het gebouw in Ouderkerk aan de Amstel dateert van 1955 en stond aanvankelijk aan het Raadhuisplein. Sinds 2006 is de ingang aan de andere kant, aan de Prinses Beatrixlaan. In september 2018 werd de kazerne gesloten wegens aanhoudend tekort aan personeel.

### Kazernes Amstelland
Kazerne Aalsmeer - Het huidige gebouw aan de Zwarteweg is in 1990 in gebruik genomen. Het vrijwilligerskorps Aalsmeer is opgericht in 1951.
Kazerne Amstelveen - Het huidige gebouw aan de Oranjebaan in Amstelveen is in 2003 in gebruik genomen. Sindsdien behoort Buitenveldert ook tot het uitrukgebied van deze kazerne.
Kazerne Uithoorn - Het huidige gebouw aan de Zijdelweg is in 1998 in gebruik genomen. De gemotoriseerde brandweer in Uithoorn bestaat sinds 1926 en zat sinds 1955 aan de Admiraal de Ruyterlaan.

## Galerij

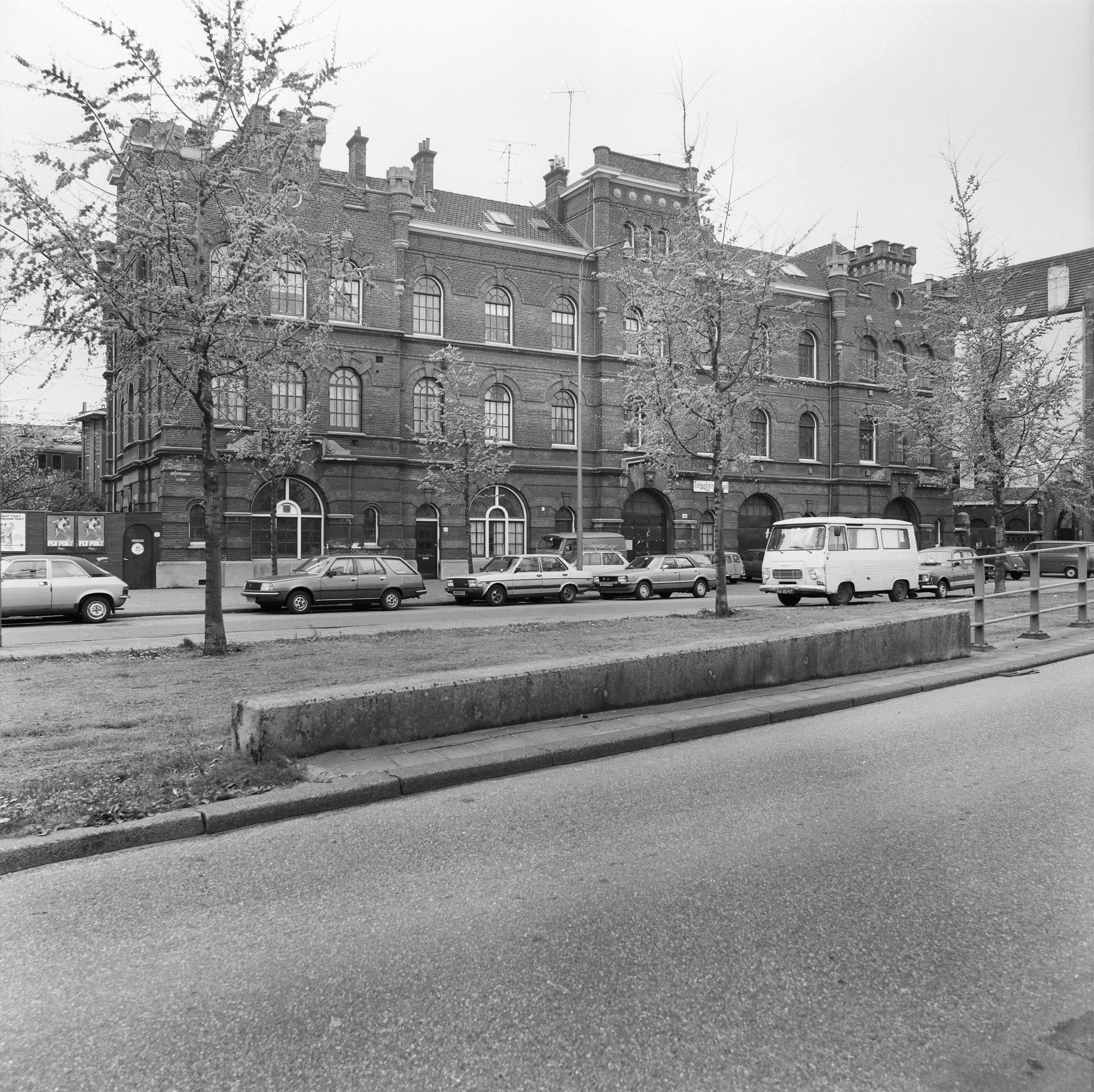
De oude brandweerkazerne Nico aan de De Ruijterkade in Amsterdam.
Brandweerkazerne Hendrik op de hoek Rozengracht / Marnixstraat in Amsterdam.
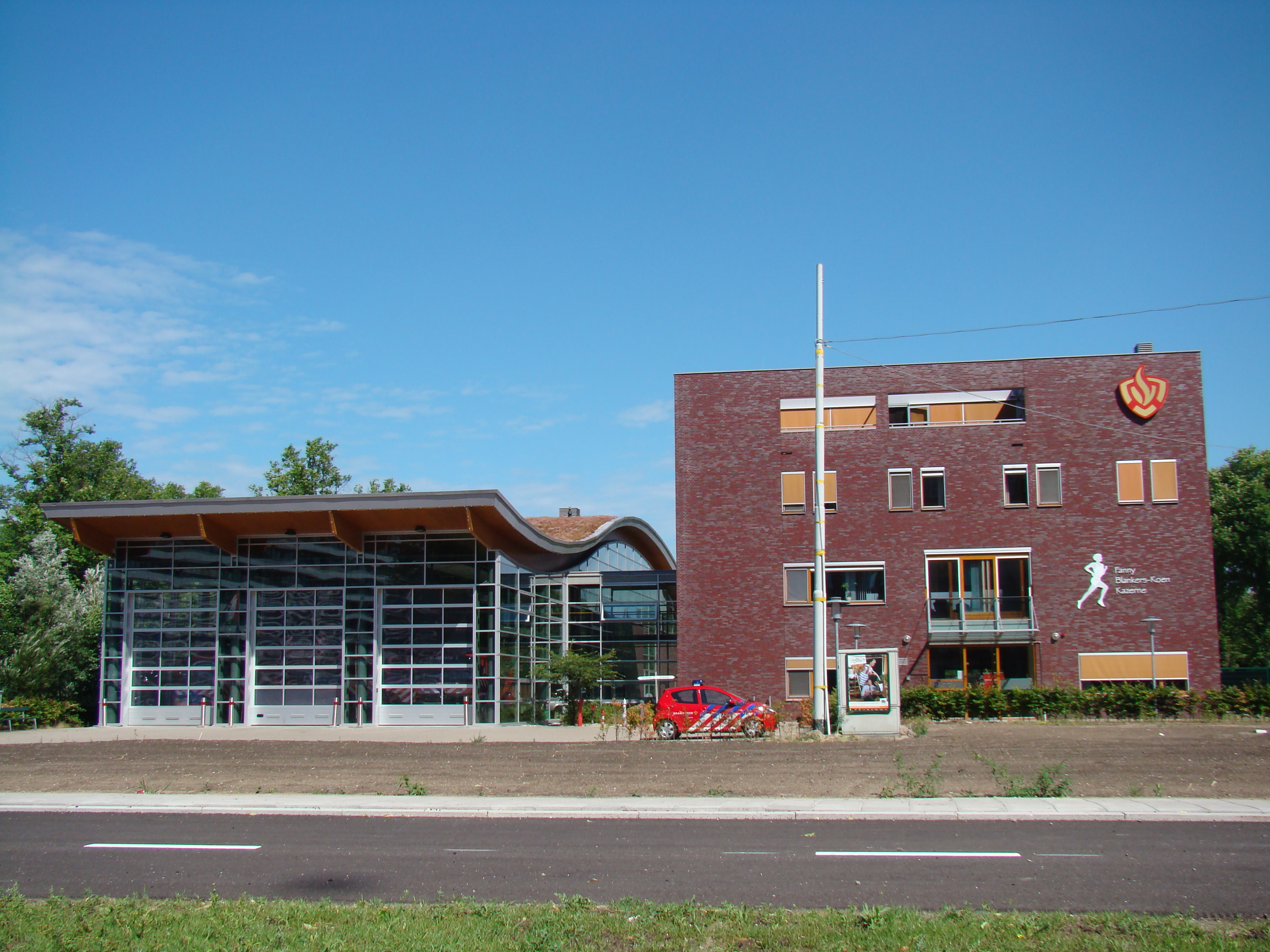
Brandweerkazerne Osdorp aan de Ookmeerweg in Amsterdam.
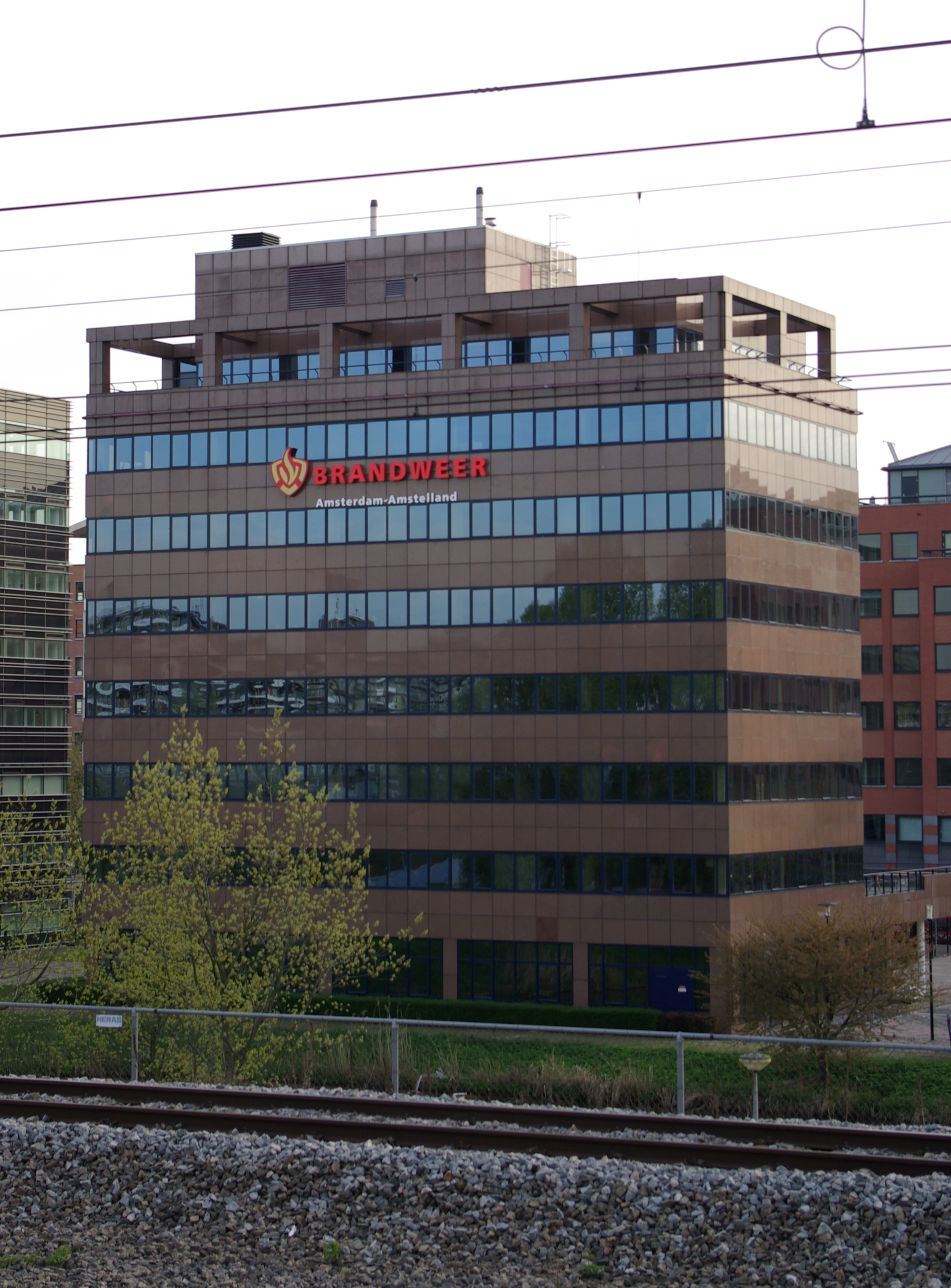
Hoofdkantoor Brandweer Amsterdam-Amstelland (1987-2019) in Amsterdam-Zuidoost.
Brandweerkazerne Victor aan de Dapperstraat met twee brandweerwagens.
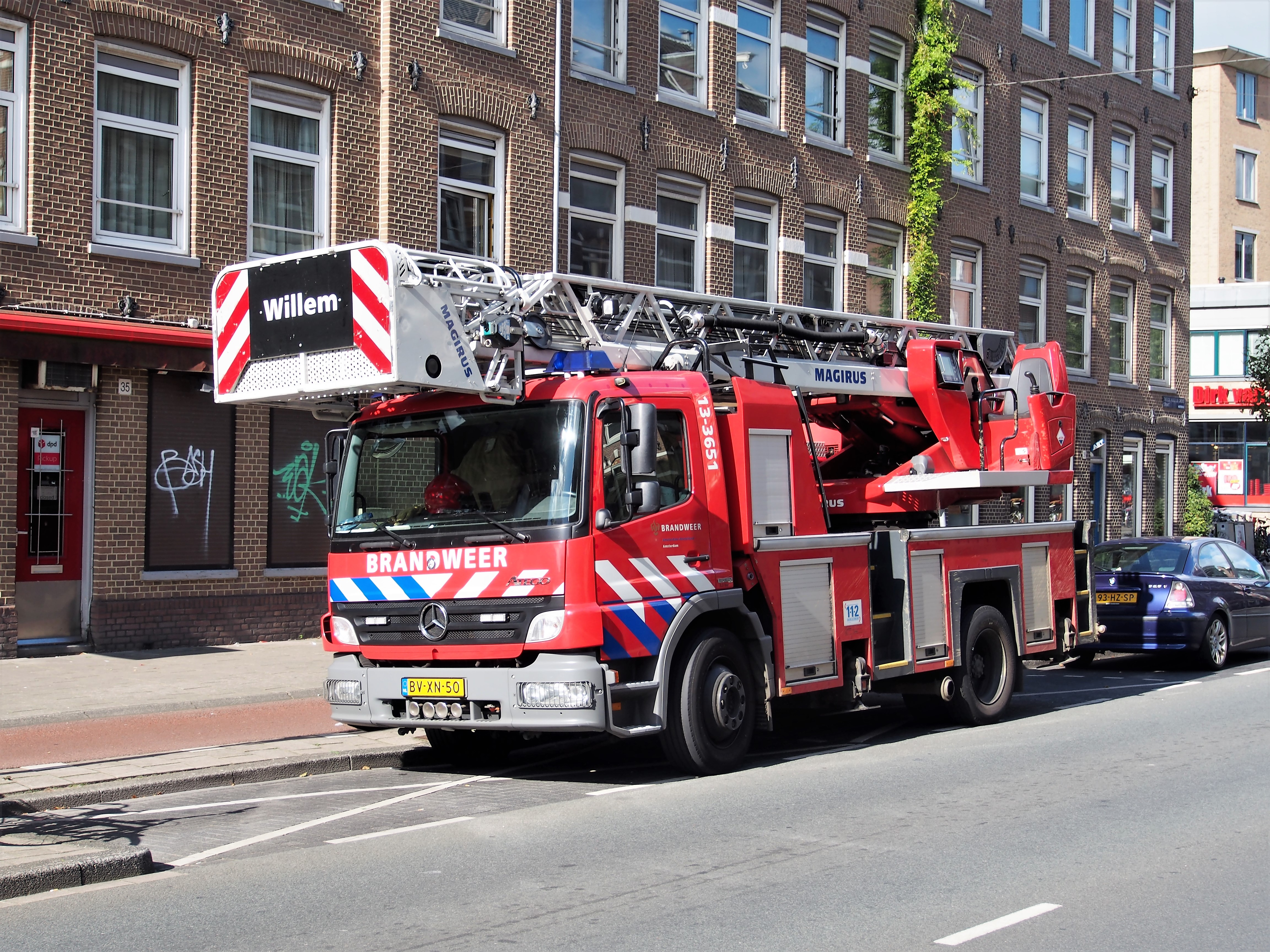
Mercedes Atego Unit 13-3651; 2017.
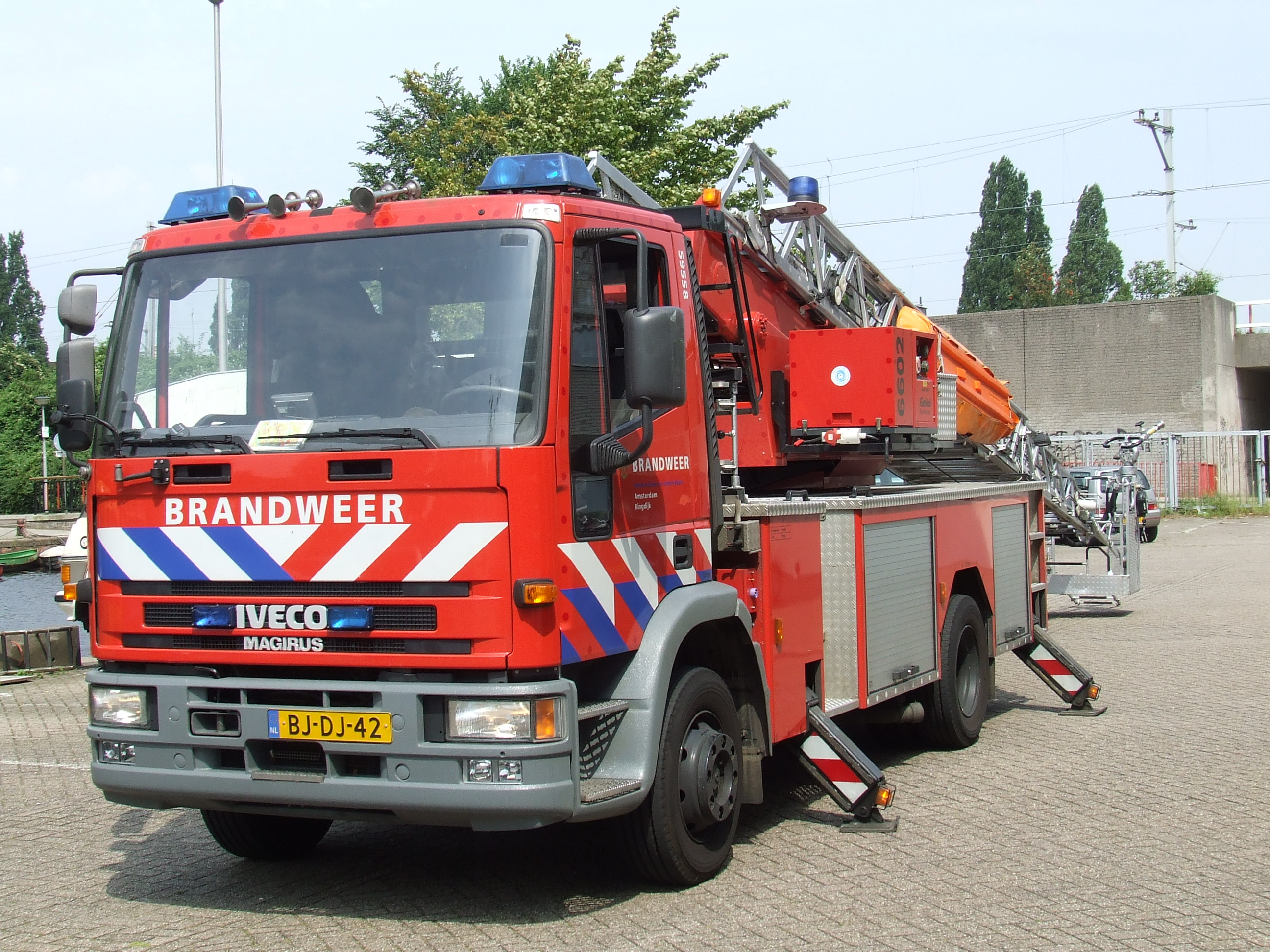
Autoladder Brandweer Amsterdam Amstelland.
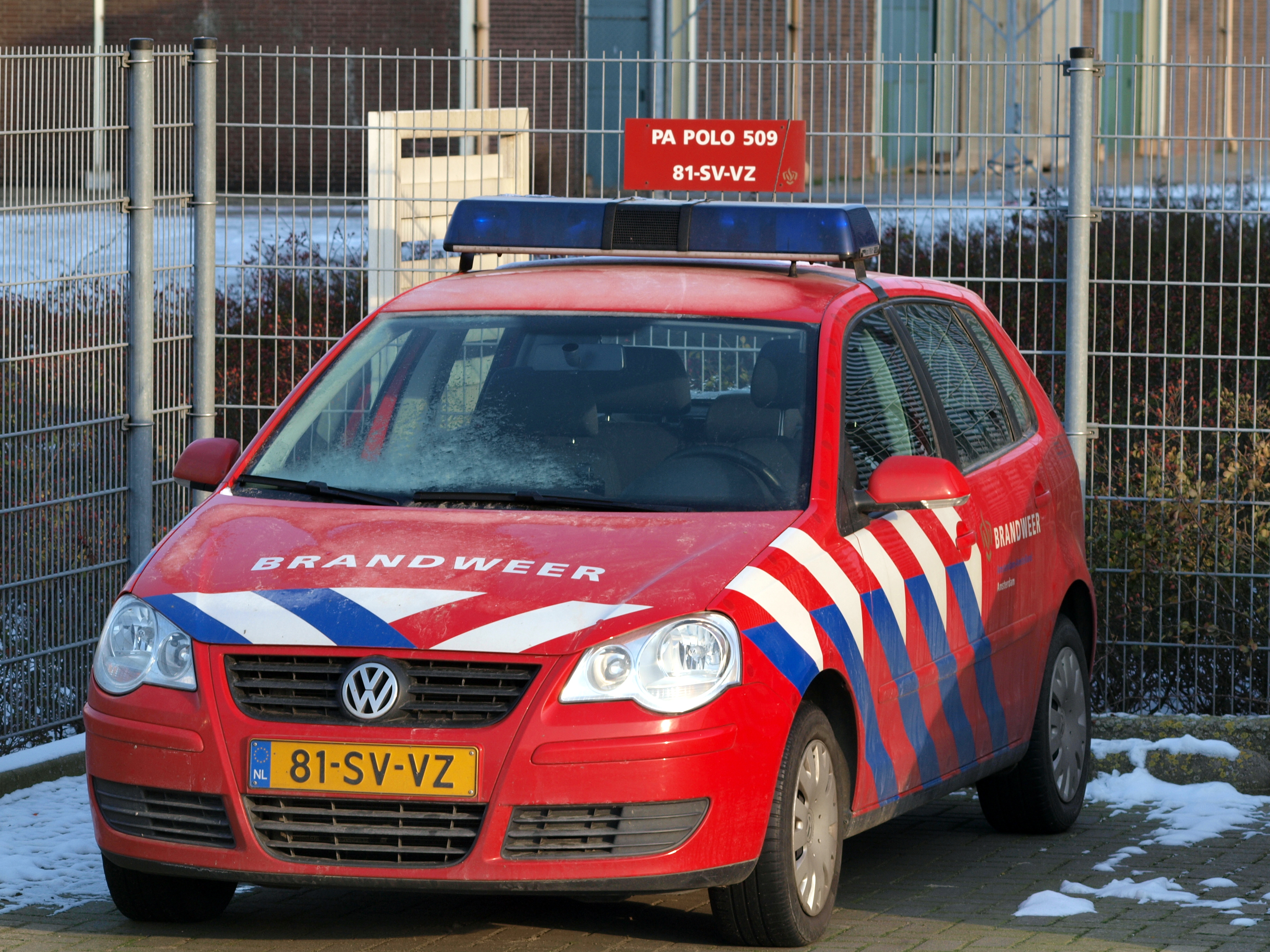
Brandweer Amsterdam Amstelland VW 81-SV-VZ.
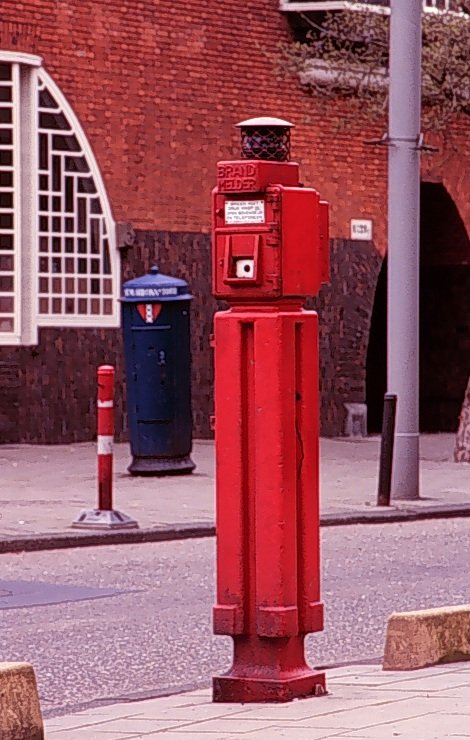
Brandmelder aan het Spaarndammerplantsoen in Amsterdam-West. Dit type is ontworpen door P.L. Marnette in 1927 en staat bekend als de 'rode wachter’.
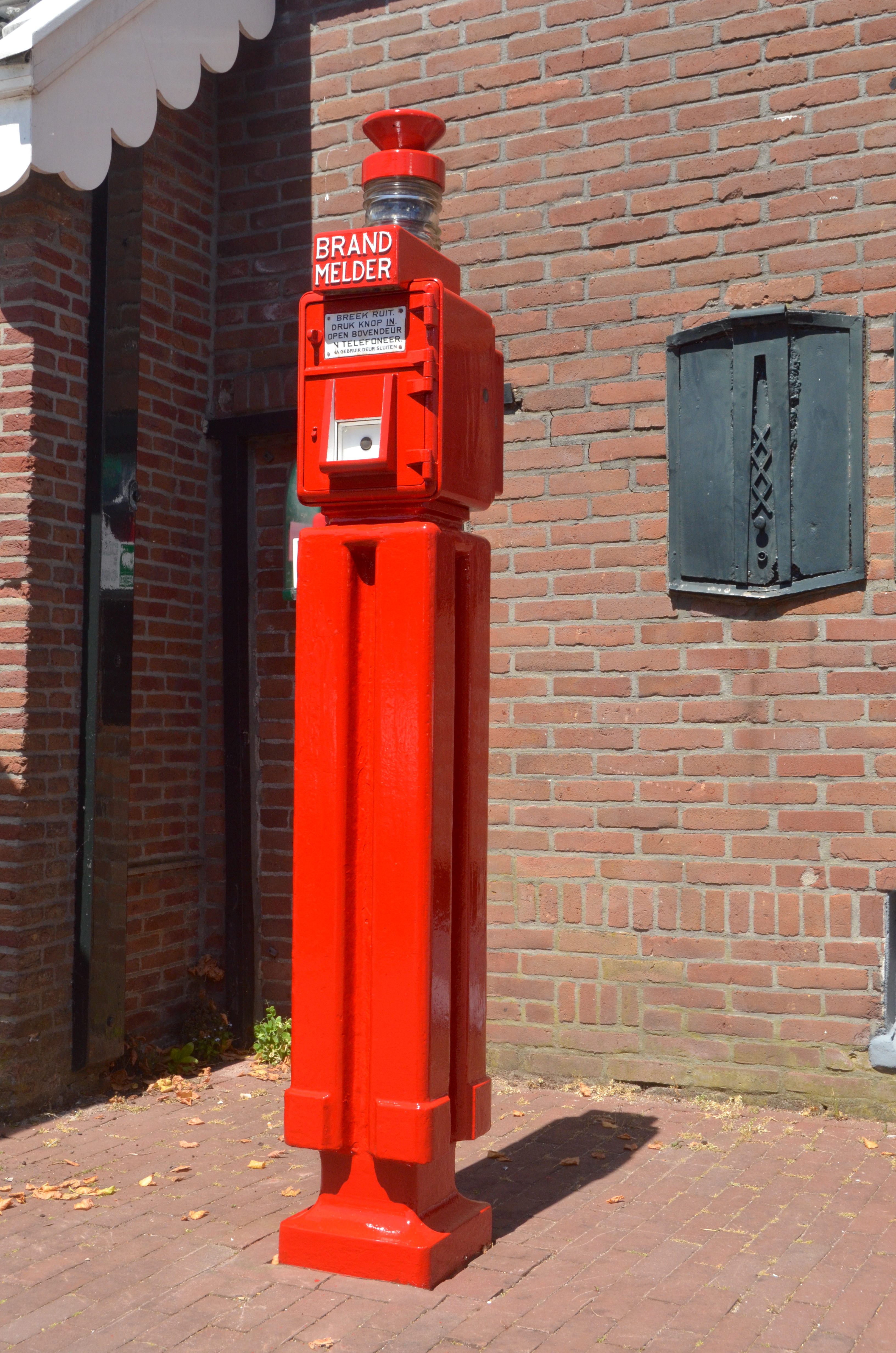
Brandmelder voor Politiebureautje Sloten.
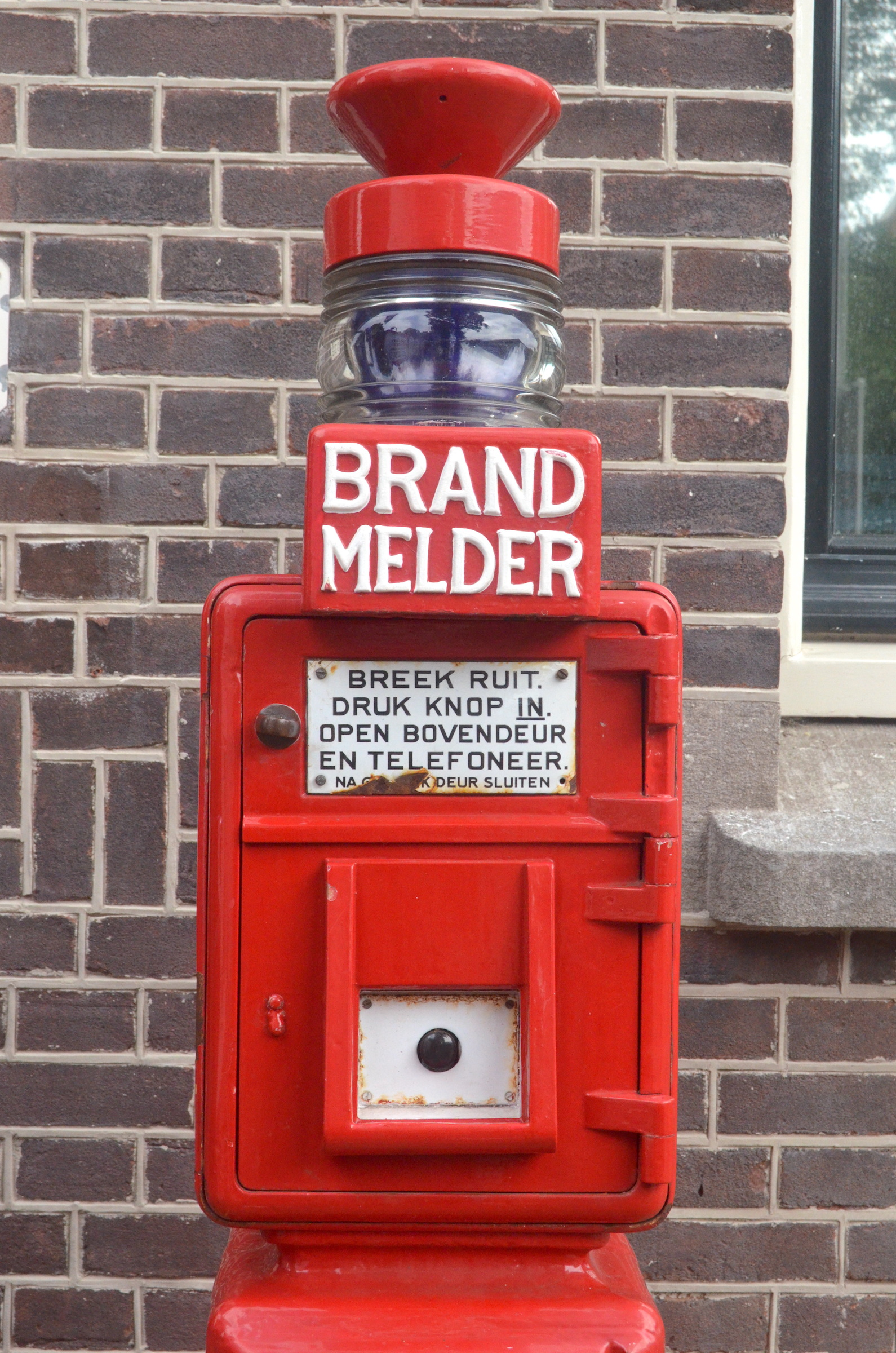
Brandmelder (detail) voor kazerne Victor.

### De Amsterdamse Brandweer omstreeks 1900

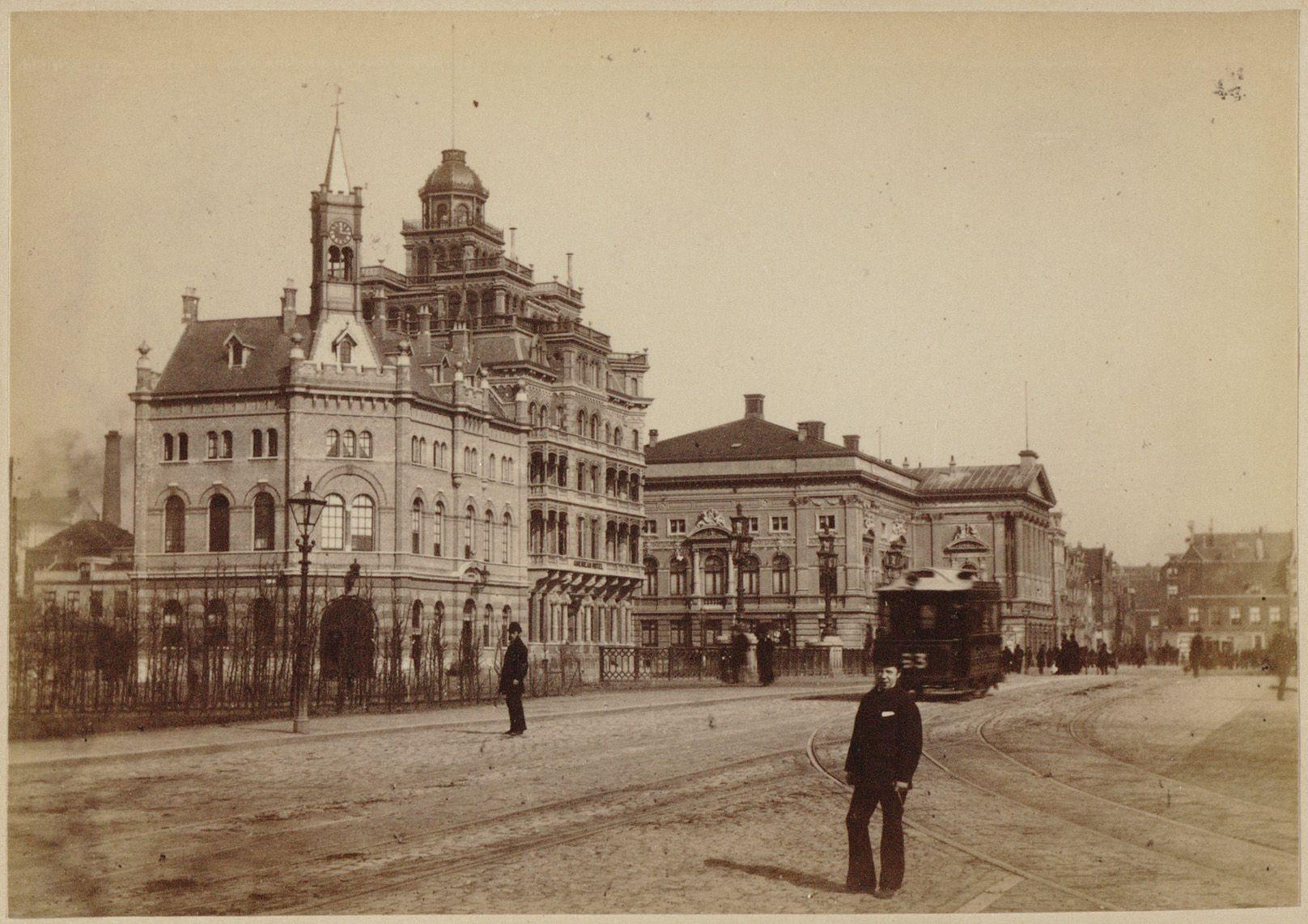
Leidseplein gezien naar de Leidsestraat, met van links naar rechts: de gecombineerde brandweer- en politiepost uit 1881, het oude American Hotel uit 1882 en de oude Stadsschouwburg, afgebrand in 1890. Links de Leidsekade, vóór de bebouwing van 1886. Foto: A. Jager; circa 1882.
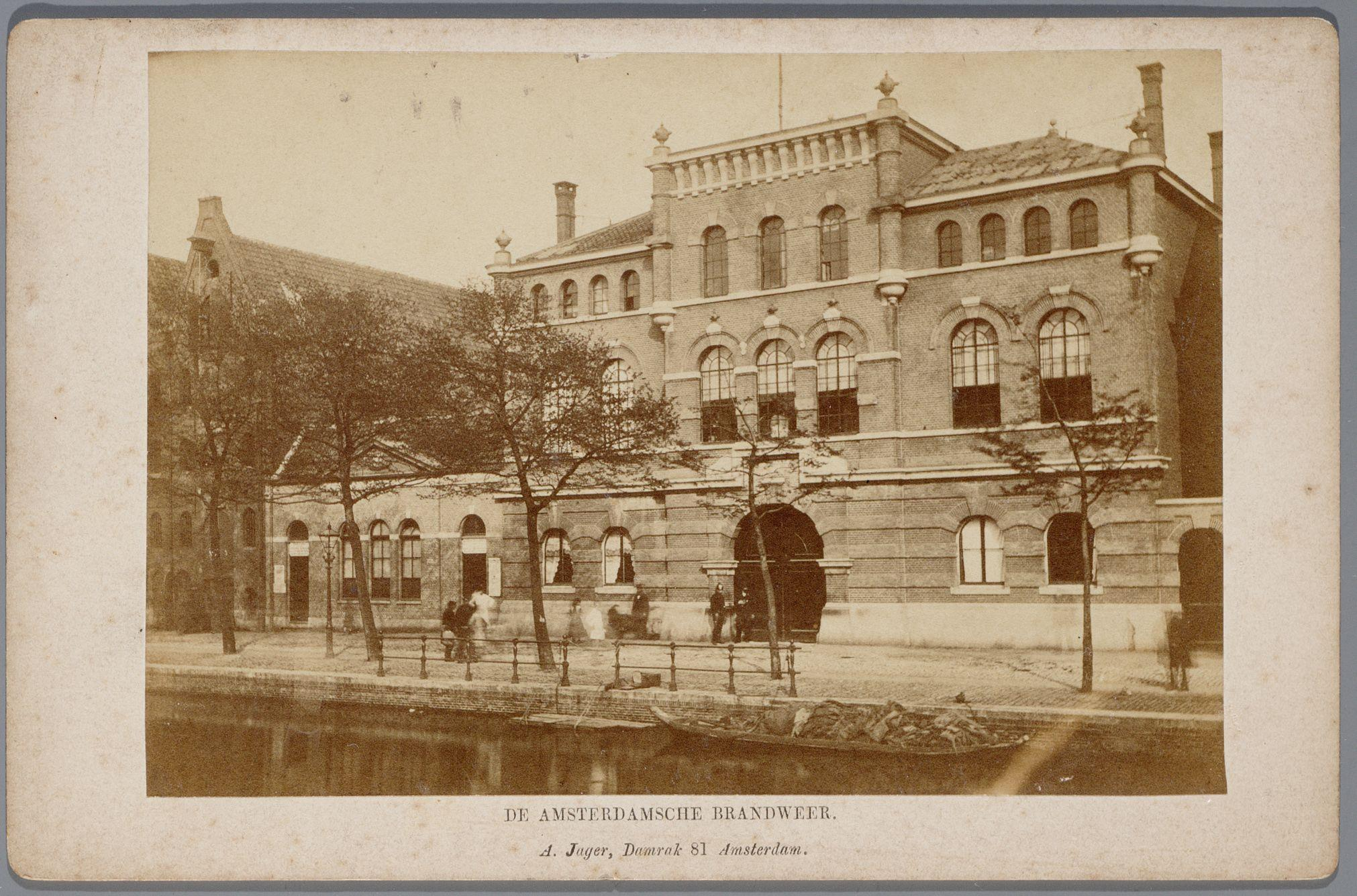
Hoofdwacht van de Amsterdamsche Brandweer, Prinsengracht 237, gebouwd in 1873. Foto: A. Jager; circa 1880.
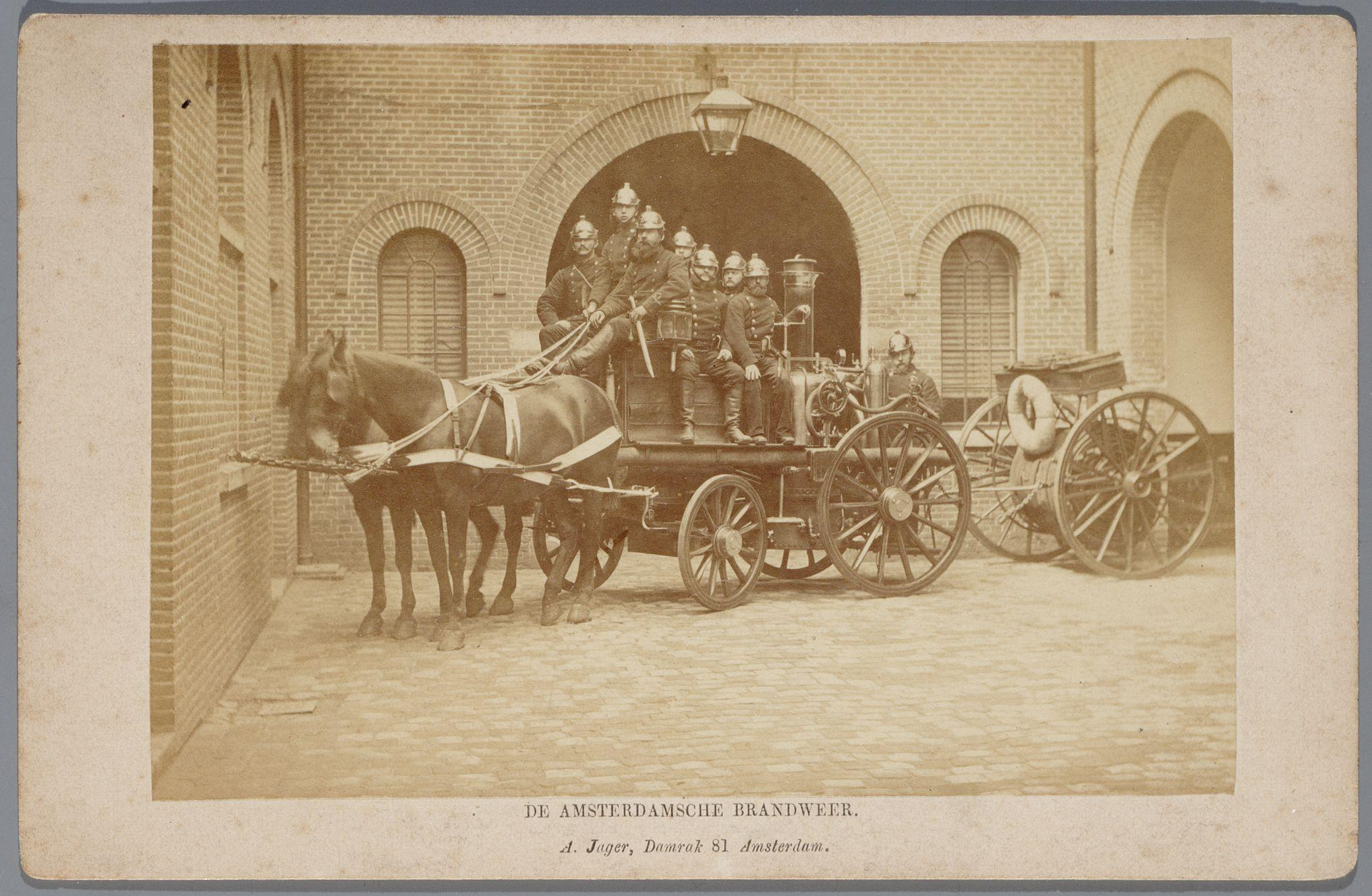
Brandweerlieden op een bluswagen van de Amsterdamsche Brandweer, op de binnenplaats van de Hoofdwacht Prinsengracht 237. Foto: A. Jager; circa 1900.
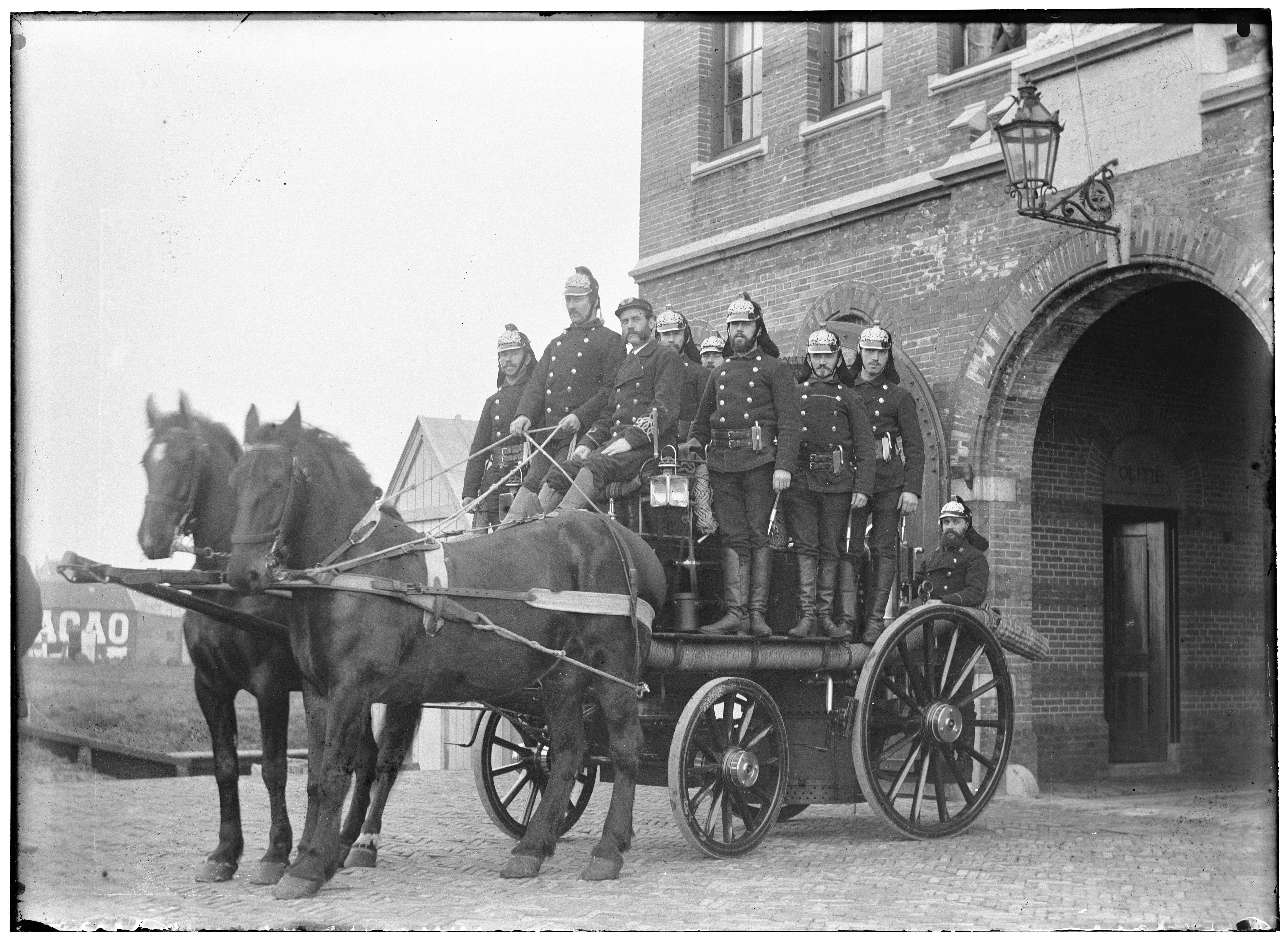
Brandweer-Politiepost, later Politieposthuis aan de Van Baerlestraat 33-37. Stoomspuit Triton werd op 1 mei 1896 overgenomen van Nieuwer-Amstel. Foto: Jacob Olie; 1892.
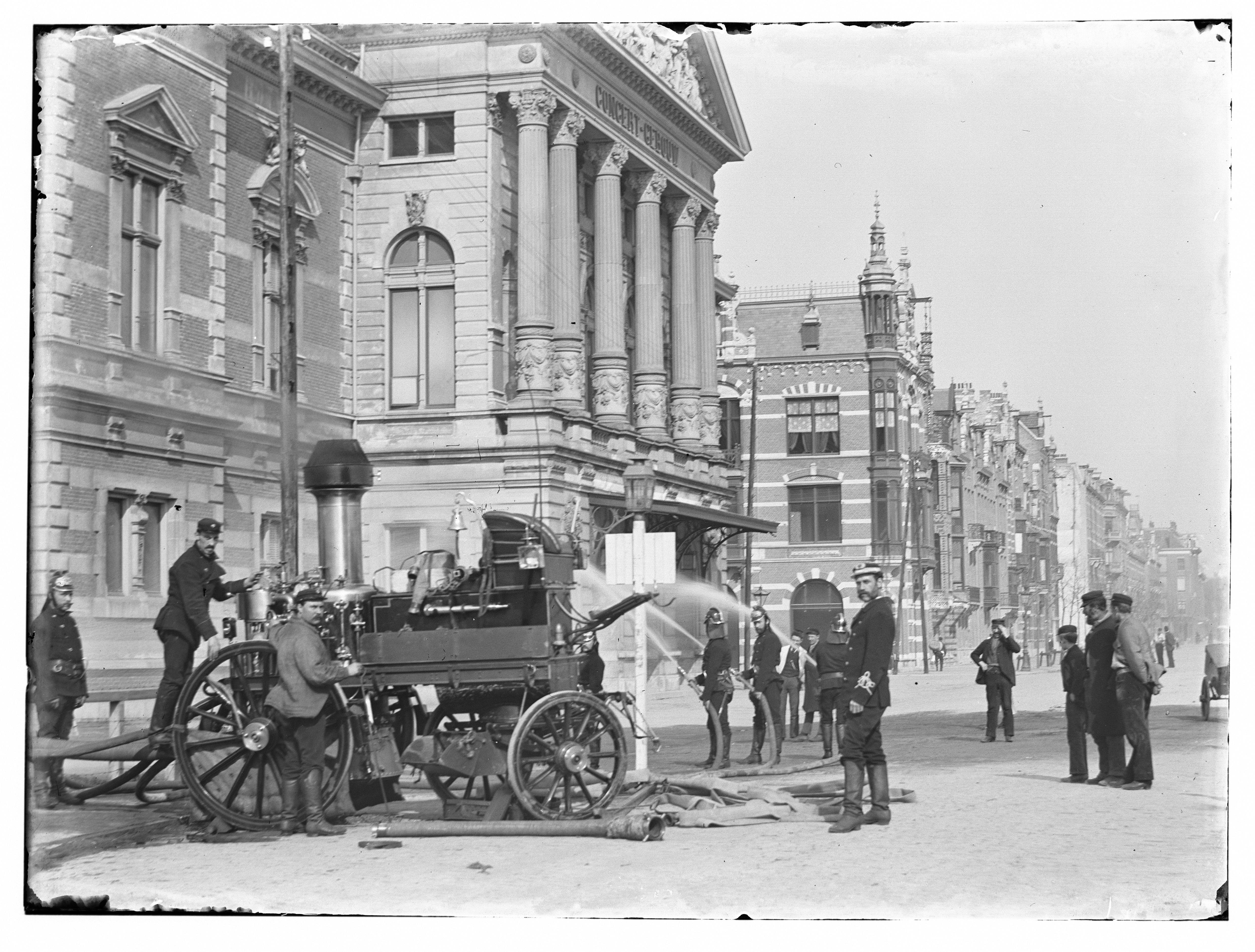
Oefening van de Brandweer Nieuwer-Amstel voor het Concertgebouw aan de Van Baerlestraat 98, hoek Jan Willem Brouwersplein. Stoomspuit Triton werd op 1 mei 1896 overgenomen van Nieuwer-Amstel. Foto: Jacob Olie; 1894.
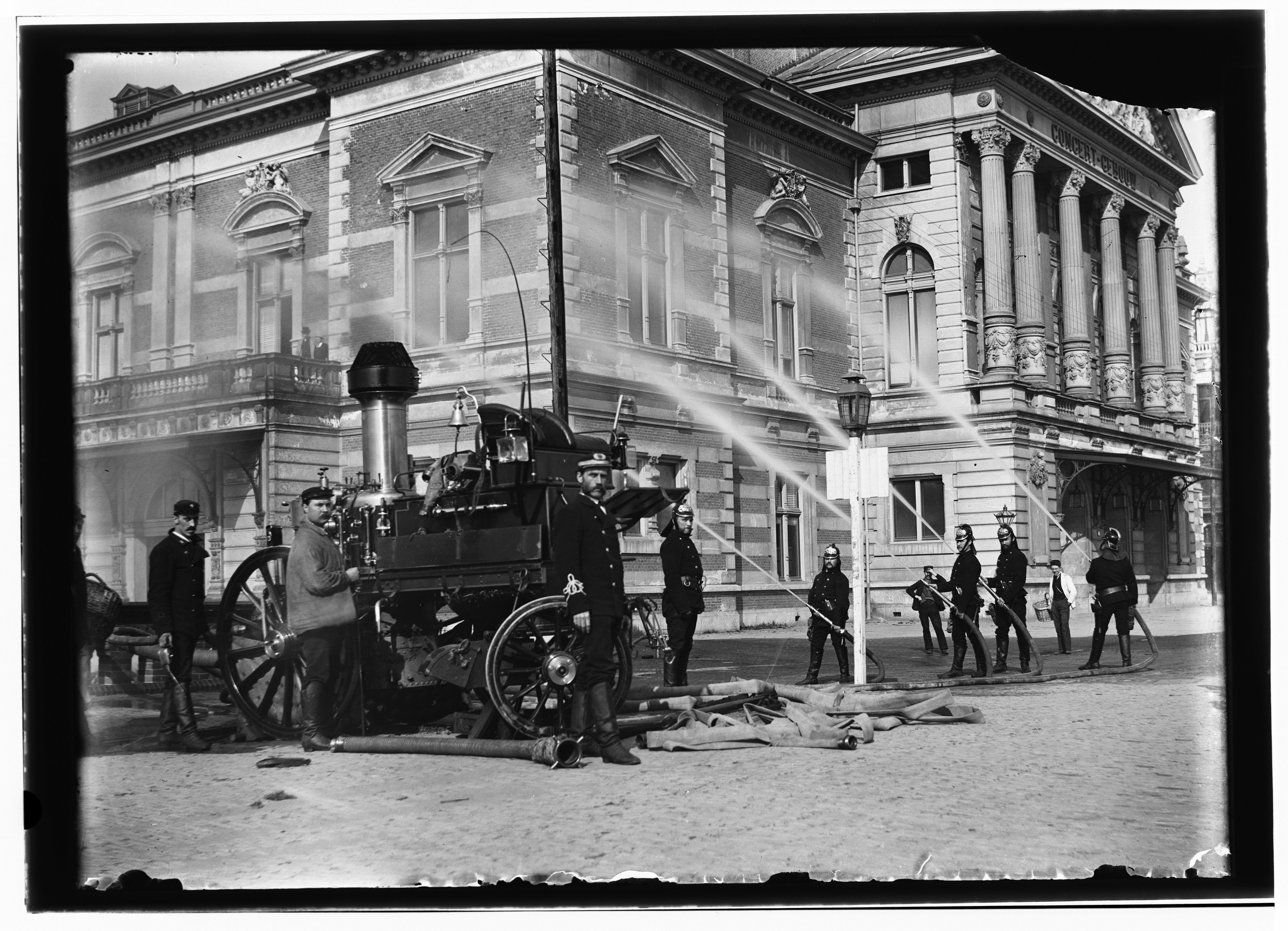
Oefening van de Brandweer Nieuwer-Amstel voor het Concertgebouw aan de Van Baerlestraat 98, hoek Jan Willem Brouwersplein. Stoomspuit Triton werd op 1 mei 1896 overgenomen van Nieuwer-Amstel. Foto: Jacob Olie; 1894.
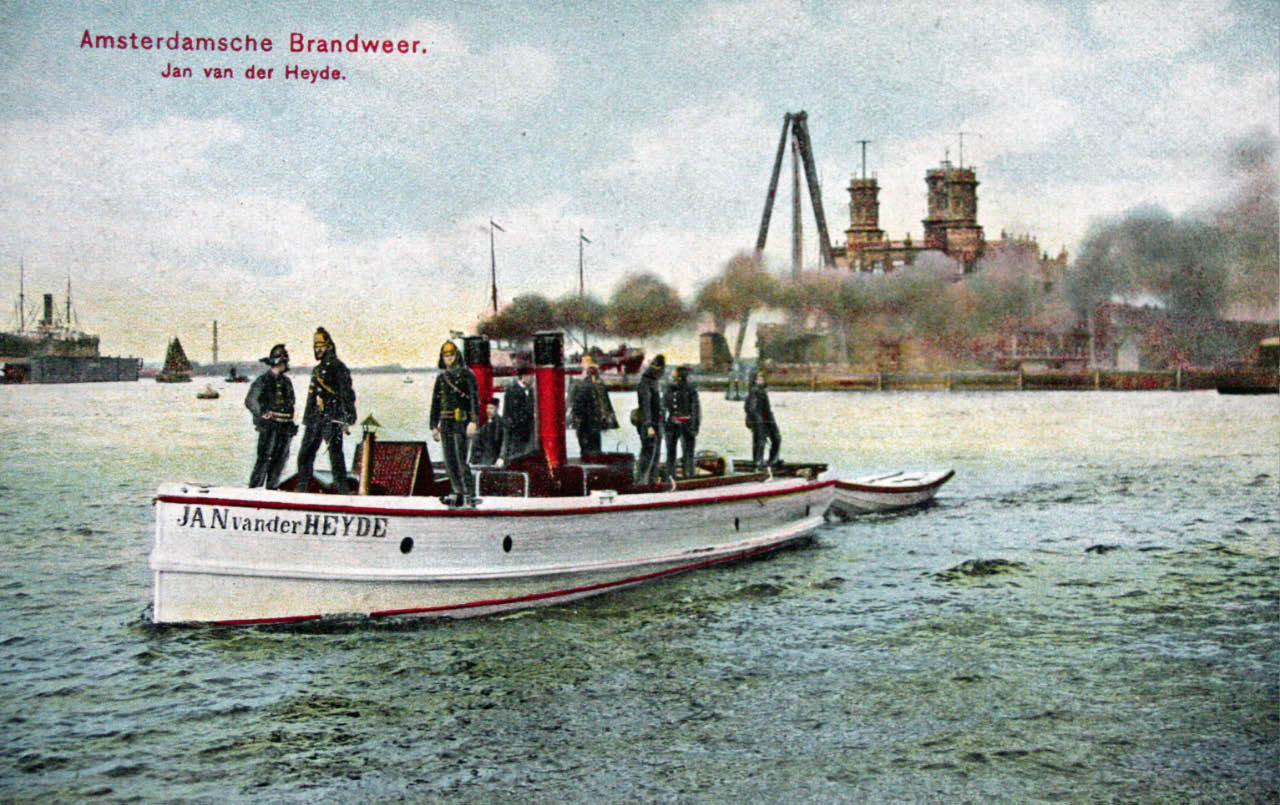
De Jan van der Heijden uit 1875 in het Y bij het K.N.M.I. gebouw.
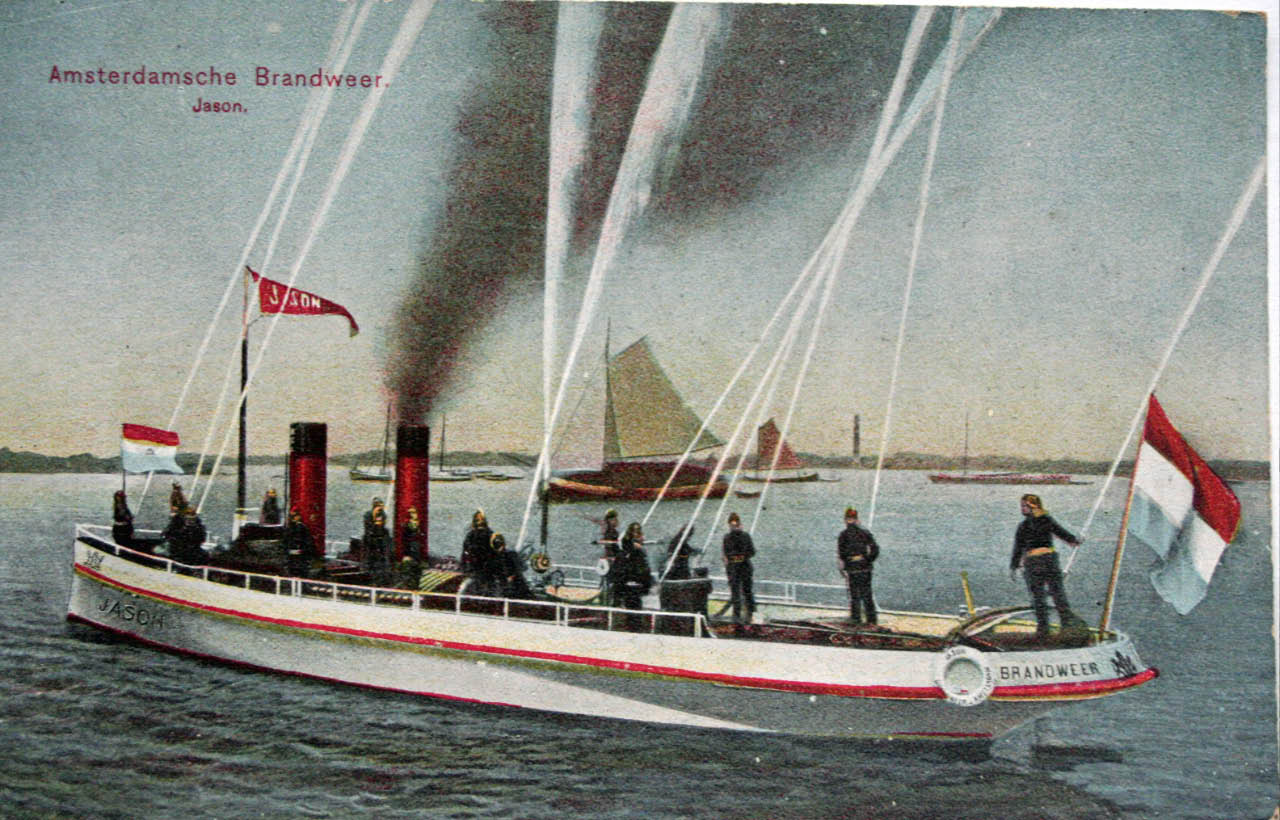
De Jason uit 1904.
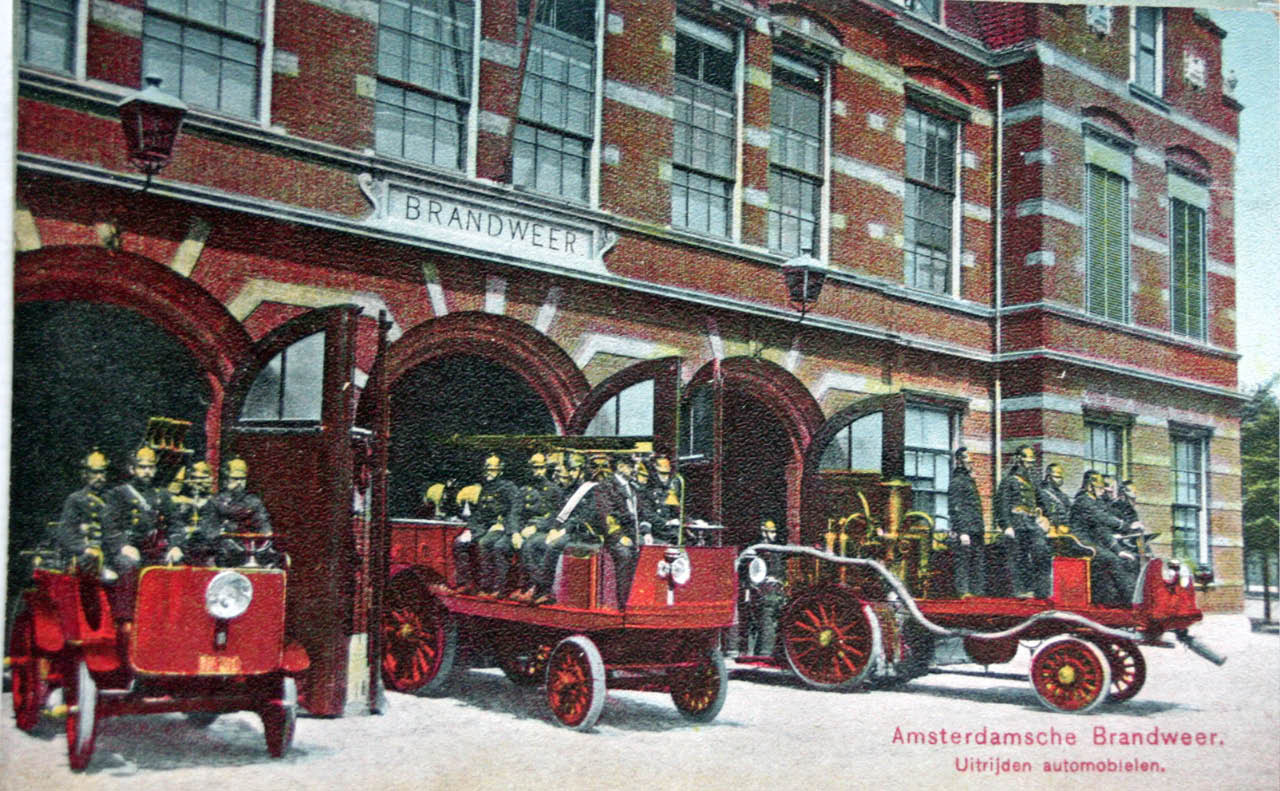
Brandweer in 1908.
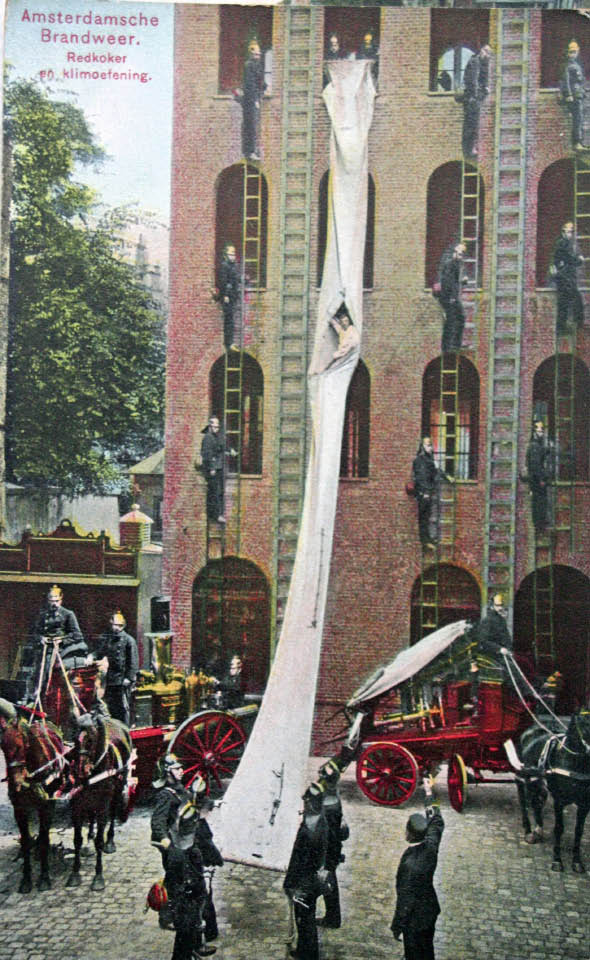
Redkoker en oefening.
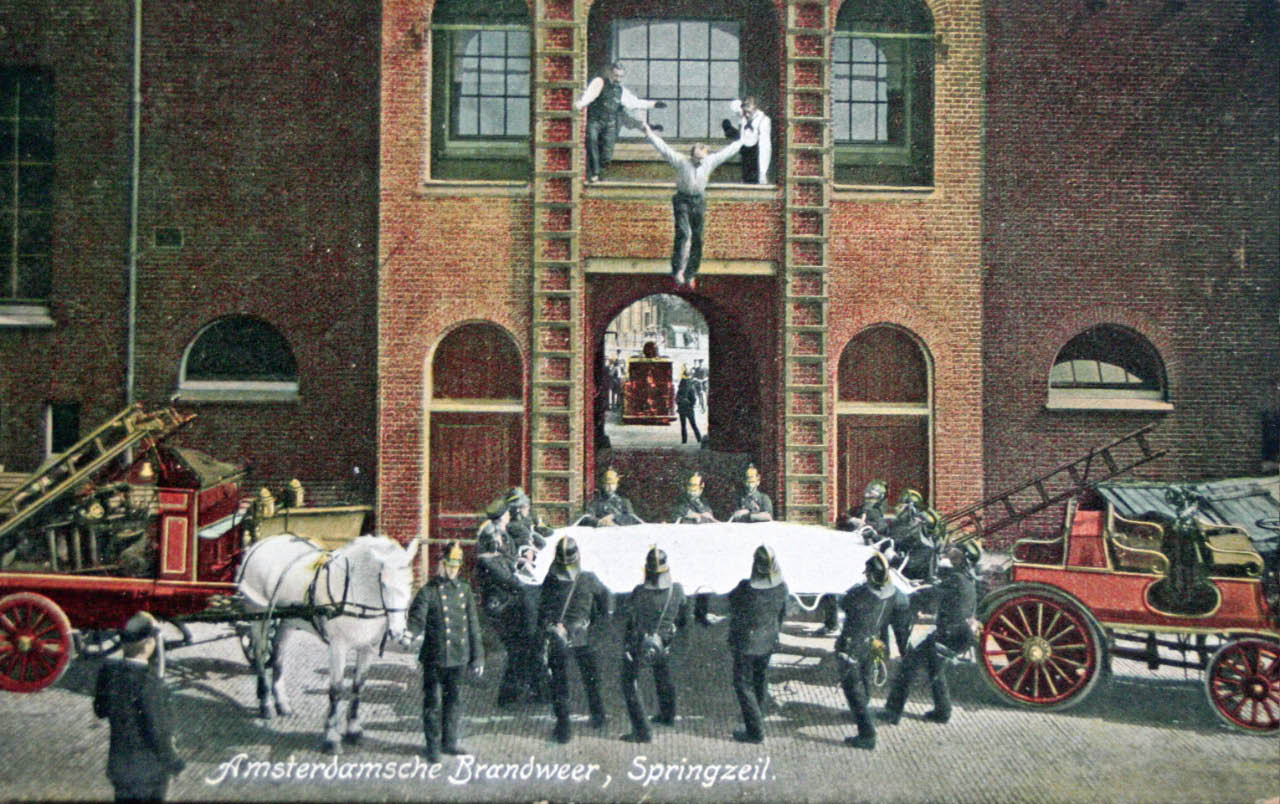
Springzeil.
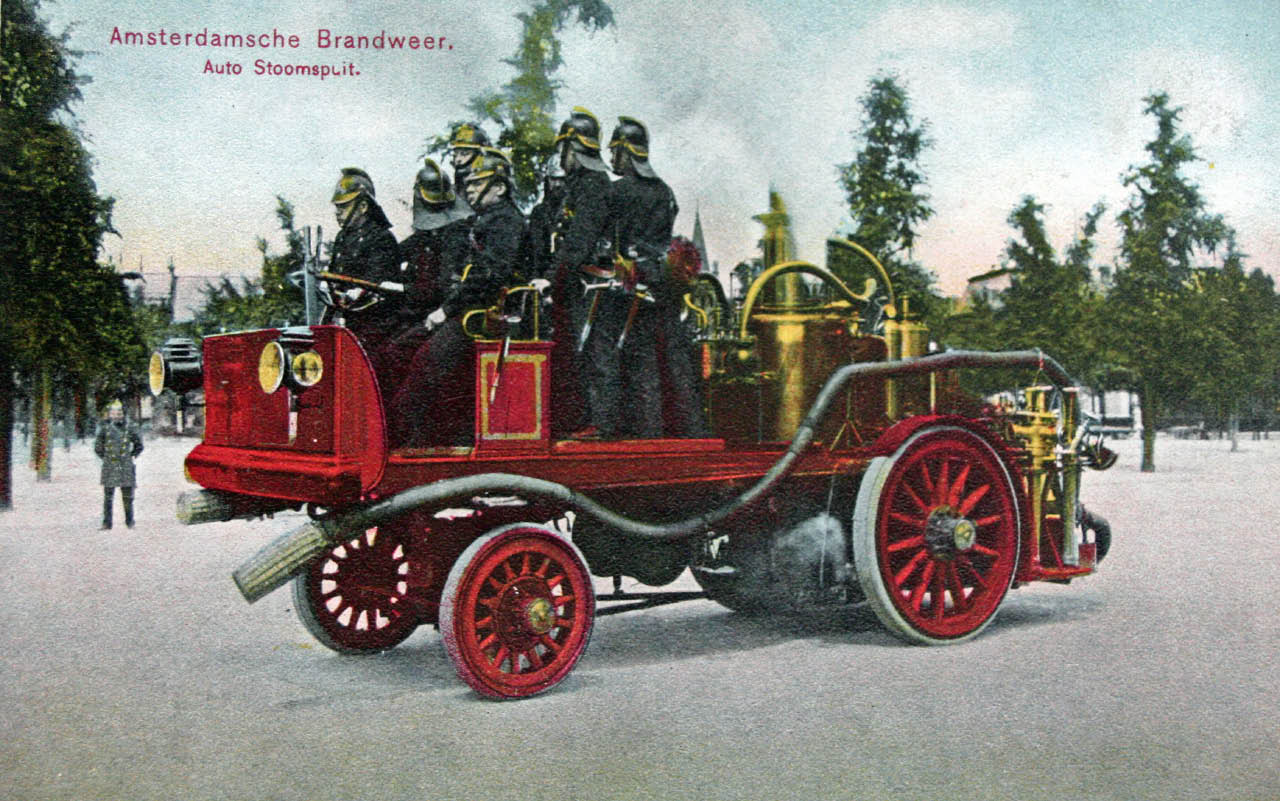
Auto-stoomspuit.
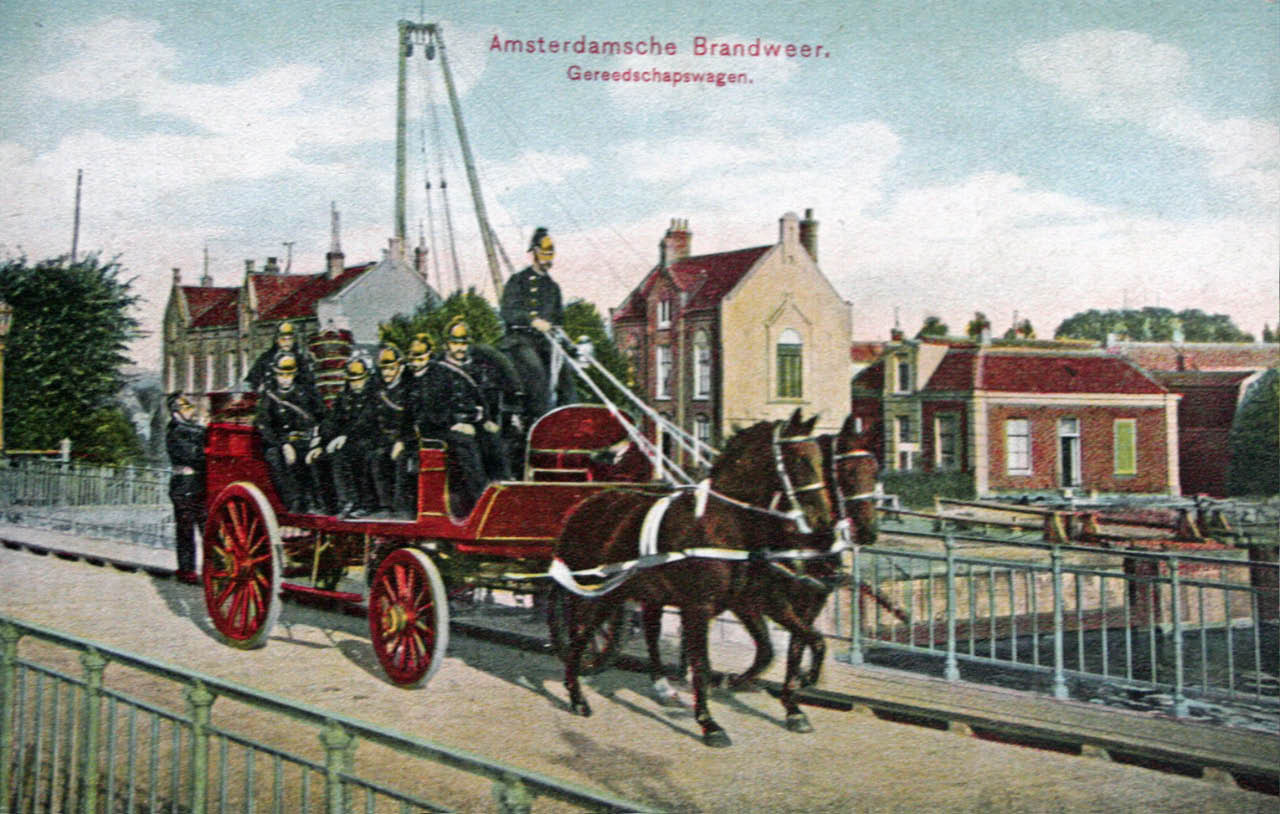
Gereedschapswagen.
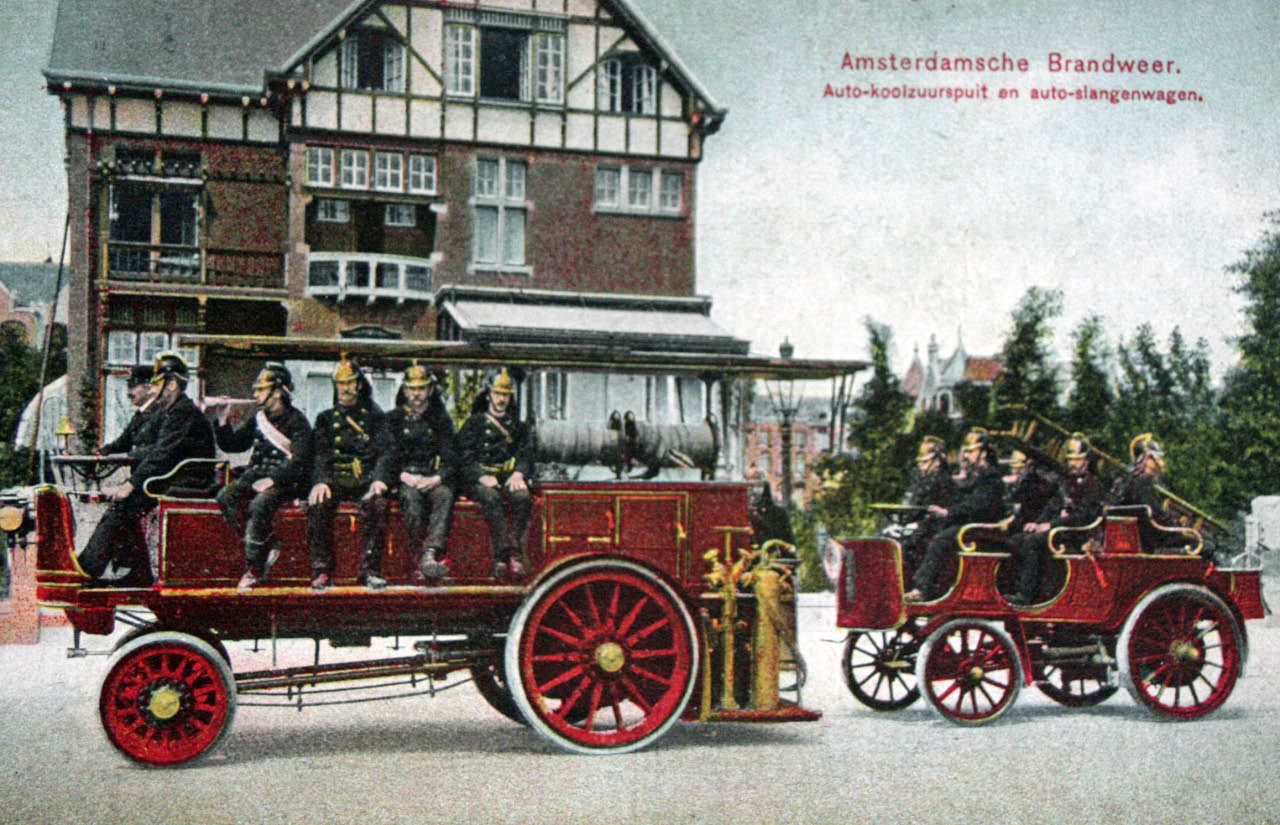
Honthorststraat.
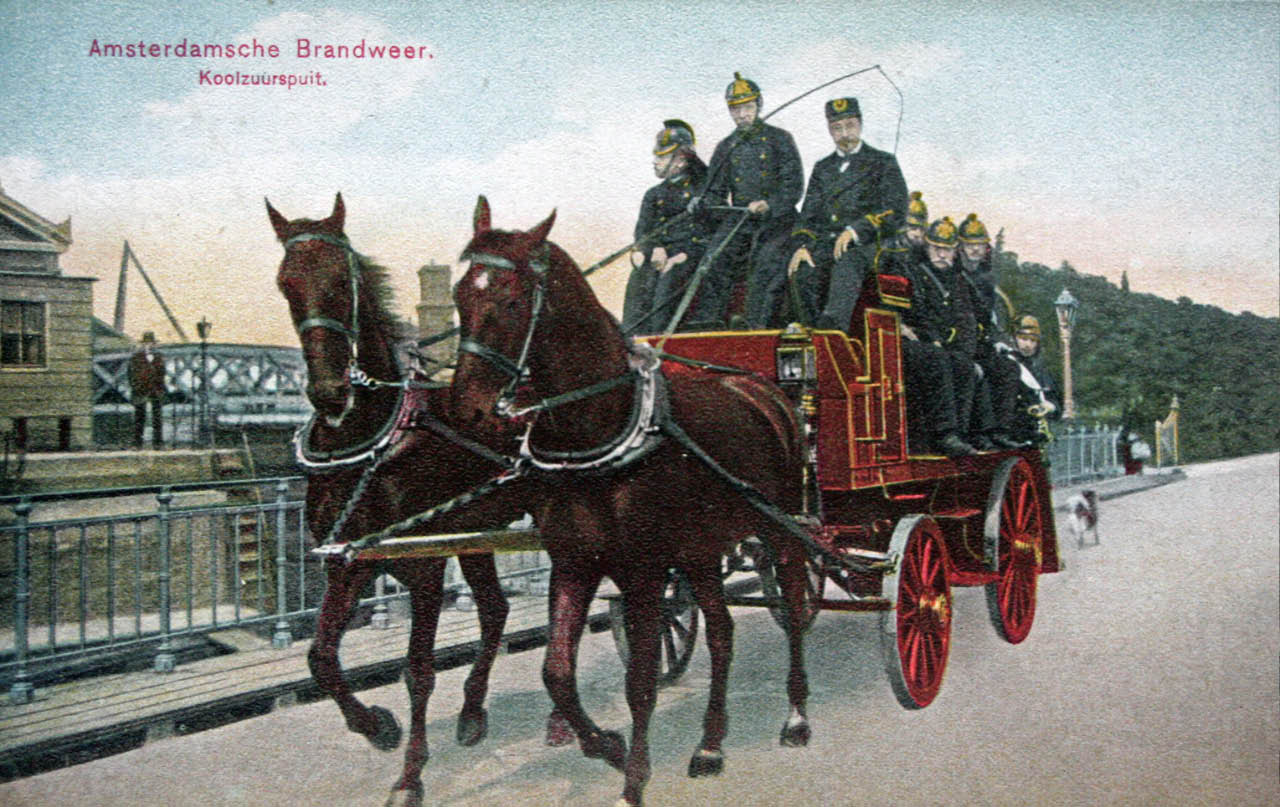
Koolzuurspuit (vooraanzicht).
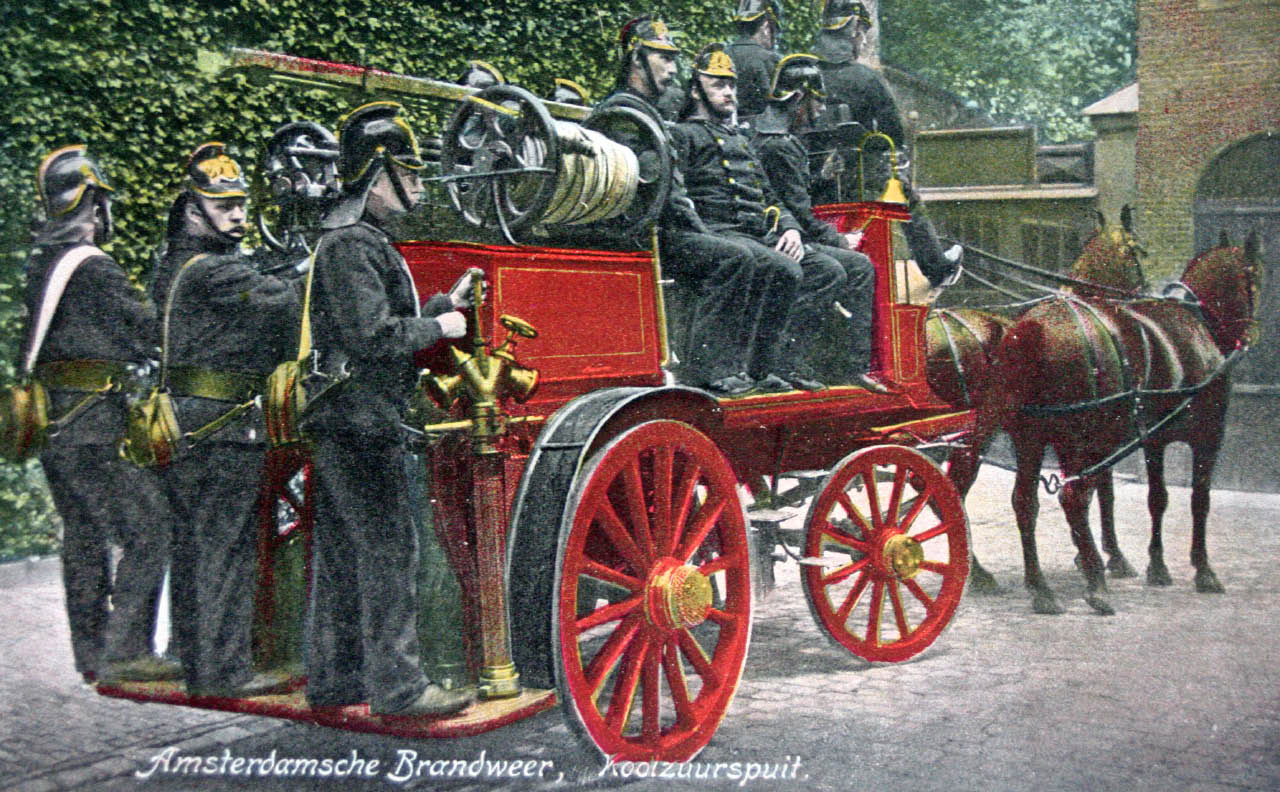
Koolzuurspuit (achteraanzicht).
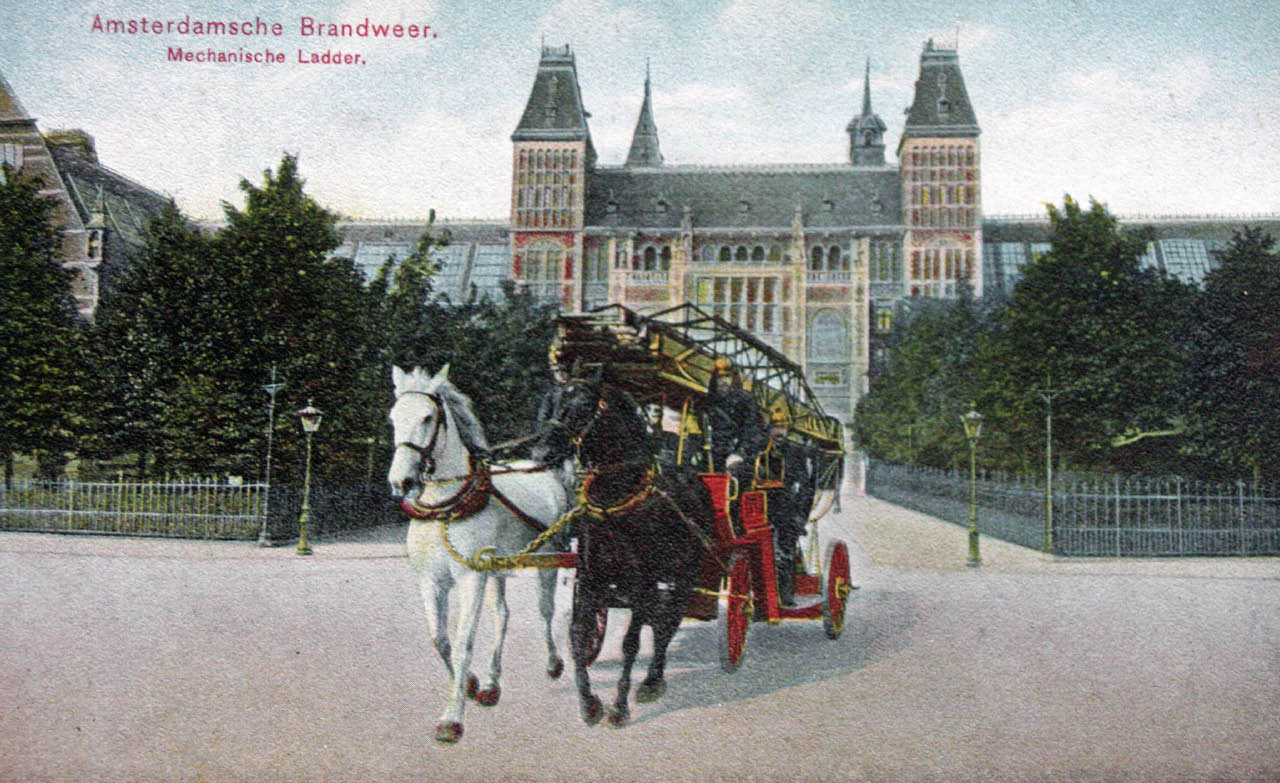
Mechanische ladderwagen in 1904 op het Museumplein.
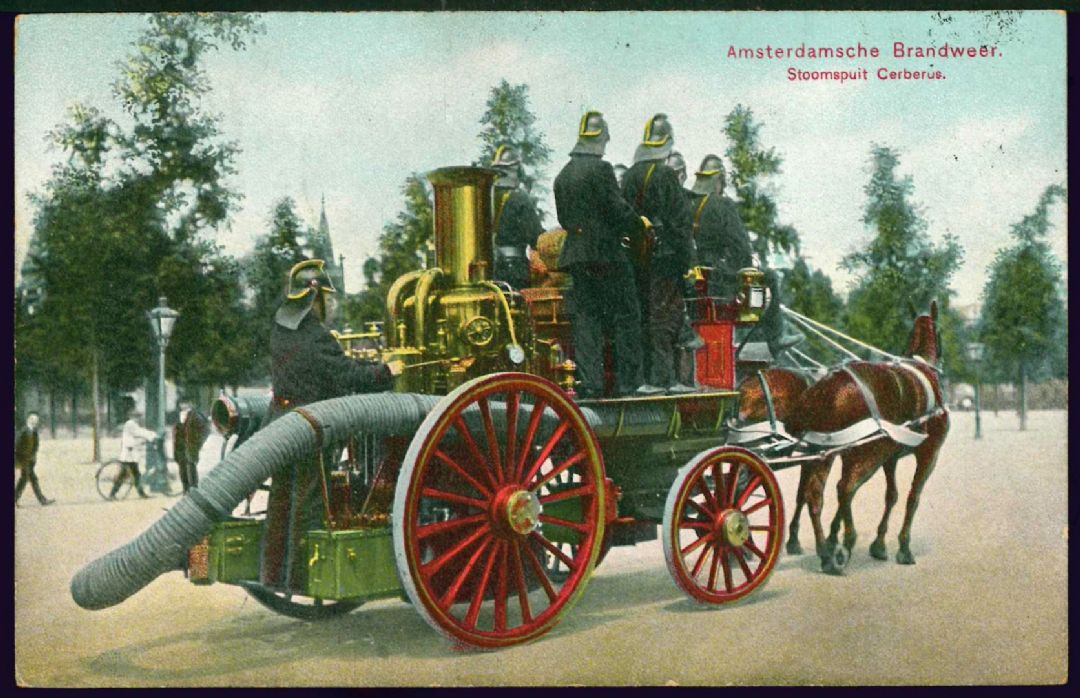
Stoomspuit Cerberus.